# Kapellen der Lübecker Marienkirche
Die neunzehn heute noch vorhandenen Kapellen prägen den Innenraum der Lübecker Marienkirche als sogenannter Ruhmeshalle des Lübschen Patriziats und vermitteln gemeinsam mit den verbliebenen Epitaphien der Lübecker Marienkirche heute noch einen Eindruck von der Verbindung der Stadt und ihren dominierenden Bürgerfamilien mit ihrer Rats- und Marktkirche. Die Grabkapellen an der Nordseite des Langhauses entstanden zwischen 1328 und 1350 von Ost nach West. Sie wurden 1837 umgestaltet. Von 1350 bis 1385 wurden die Grabkapellen an der Südseite errichtet. Durch den Luftangriff auf Lübeck 1942 wurde der überwiegende Teil der Ausstattung der Kapellen wie auch viele der verblieben Altarretabel der Lübecker Marienkirche zerstört. Die nachfolgende Liste führt zunächst die Kapellen an der Nordseite von West nach Ost auf, sodann dem Uhrzeigersinn folgend die Kapellen im Chor. Es folgen die Kapellen im Bereich der beiden Türme von Nord nach Süd und die Kapellen an der Südseite des Kirchenschiffs ebenfalls von West nach Ost. Beschrieben werden die jeweilige Geschichte, der Zustand und die Ausstattung bis 1942 sowie die heutige Nutzung und Ausstattung nach dem Wiederaufbau des Gotteshauses.

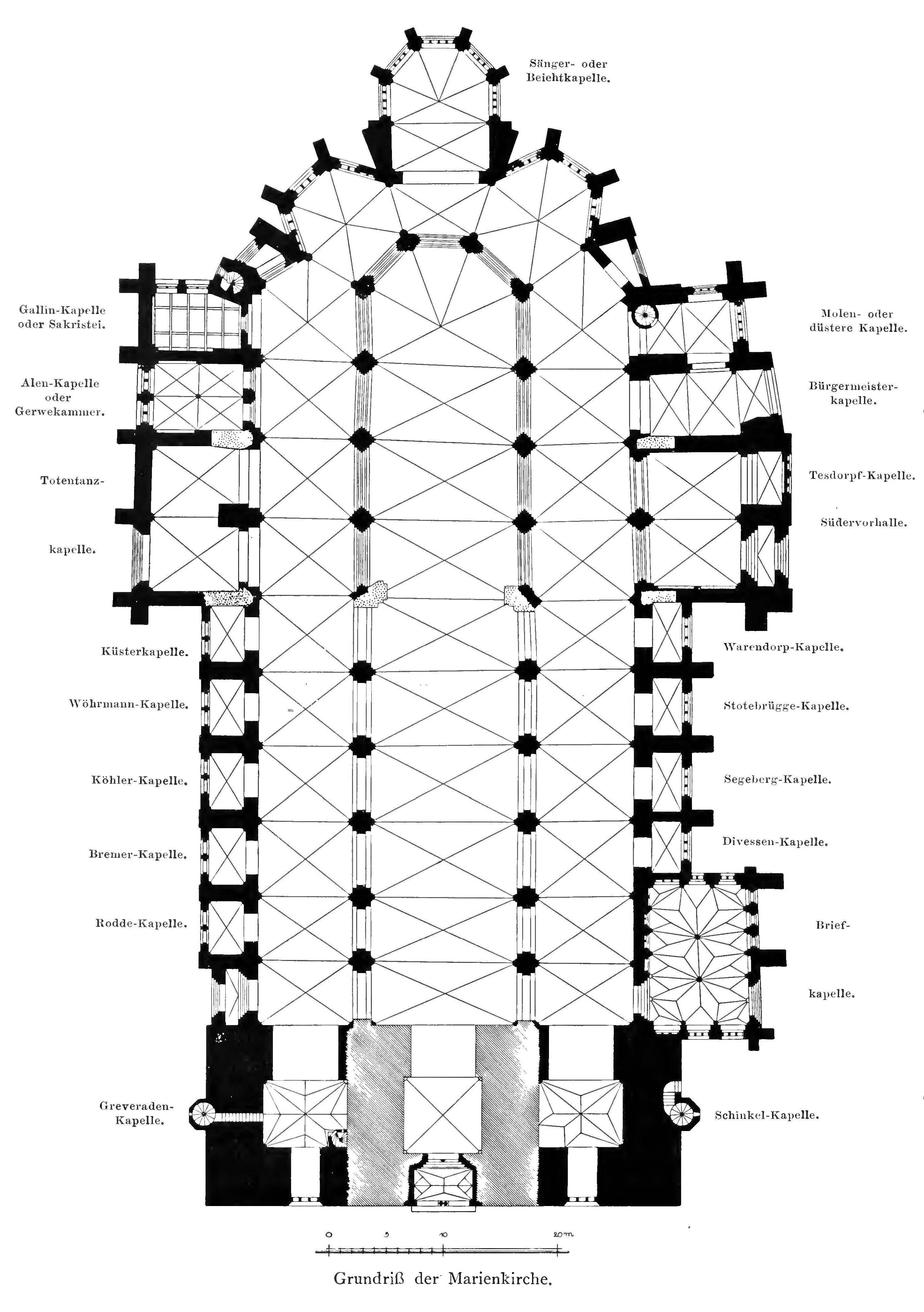
Grundriss (1906)

## N1: Rodde-Kapelle
Die Rodde-Kapelle ist die westlichste Grabkapelle am nördlichen Seitenschiff der Marienkirche. Sie trägt ihren Namen nach der ratssässigen Kaufmannsfamilie Rodde. Gestiftet wurde sie zwischen 1359 und 1387 von Heinrich Witte. 1497 Stiftung einer Vikarie durch Christian Northoff und seine Geschwister.
1693 erwarb Margarethe Rodde, die Witwe des Kaufmanns Adolf Rodde, von ihren Miterben als Nachfahren des Christian Northoff die Kapelle, die zur Grablege des jüngeren Familienzweiges wurde. Das Kapellenportal umrahmte später das Epitaph für den Bürgermeister Franz Bernhard Rodde. Das im Empire-Stil gearbeitete Denkmal bestand aus einem stufenförmig ansteigenden, von einem Altar gekrönten hölzernen Aufbau, vor dem zwischen einer trauernden und einer gläubig zum Himmel aufblickenden weiblichen Marmorfigur das von Johann Jacob Tischbein auf Kupfer gemalte Brustbild angebracht war. Darunter war eine lange schmale Inschrifttafel gesondert in die marmorne Mauerverkleidung eingelassen, während das kleine Wappen den Portalbogen zierte. Es ist wie auch die anderen reichen Epitaphien der Familie in der Marienkirche beim Luftangriff auf Lübeck am 29. März 1942 verbrannt. Auch die teilweise aus Messing gearbeiteten Grabplatten sind nicht erhalten.

## N2: Bremer-Kapelle
Der ursprünglich Stifter dieser Kapelle ist unbekannt; vermutlich Kapelle des Michael Schutte und seiner Familie. Im Zweiten Viertel des 16. Jahrhunderts im Besitz von Goswin Bütepage und seiner Familie. Seit 1553 im Familienbesitz der Familie Bremer und von den Vorstehern des Bremer-Testaments verwaltet.

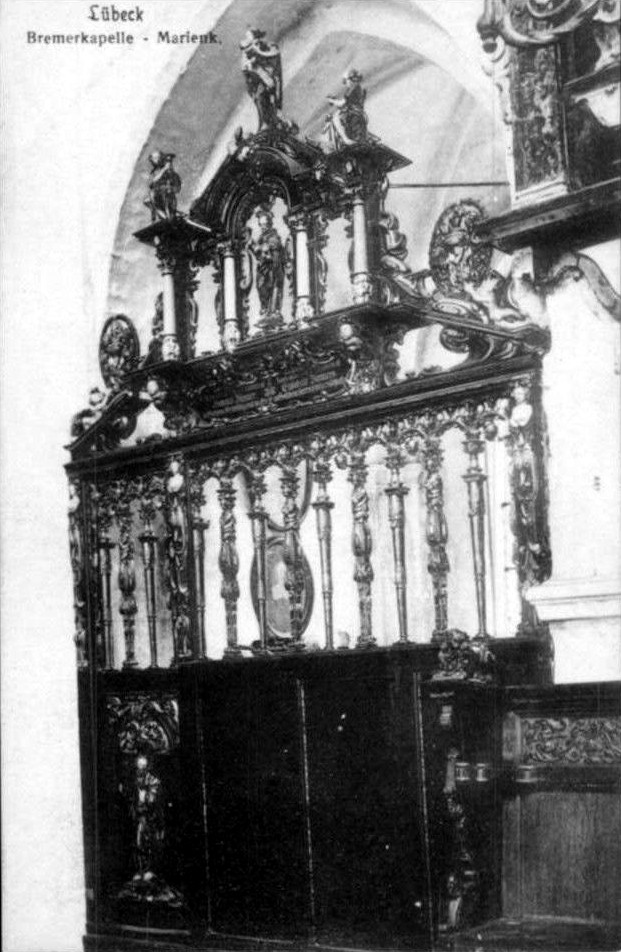
Vor 1943

## N3: Köhler-Kapelle
Diese Grabkapelle ist 1336 erstmals erwähnt; sie wurde von dem Ratsherrn und Kirchenvorsteher Gottschalk Warendorp errichtet. Die Kapelle war im 16. Jahrhundert im Besitz der Familie von Wickede. Sie wurde 1635 von dem Lübecker Bürgermeister Anton Köhler als Grabkapelle für die Familie erworben und wurde 1942 zerstört. Ein Teil des schmiedeeisernen barocken Gitters der Kapelle ist erhalten und befindet sich an der Warendorp-Kapelle.

## N4: Wöhrmann-Kapelle
1347 erwähnt als Kapelle des Bürgers Hermann Keiser. Sie gelangte im 16. Jahrhundert in den Besitz der Familie Runge. 1776 wurde sie von dem Seidenhändler und Vorsteher der Kirche Hinrich Wöhrmann als Grablege für sich († 1785) und seine Frau Catharina Engel, geb. Tesdorpf († 1789) erworben und enthält einen Gedenkstein für seinen Urenkel Christian Heinrich von Wöhrmann.

## N5: Küster-Kapelle
1328 errichtet durch den Ratsherrn und Vorsteher der Kirche Arnold Wlome († 1329) und dem Heiligen Johannes dem Evangelisten geweiht. Wlome hat der Kirche drei Vikarien gestiftet und 1326 im Lübecker Dom eine Präbende errichtet. Seit 1627 Küsterkapelle.

## Totentanzkapelle
Eigentlich keine Kapelle, sondern das nördliche Querschiff mit zwei Gewölbejochen. Bis zur Zerstörung 1942 befand sich hier der Lübecker Totentanz von Bernt Notke sowie das 1634 entstandene Epitaph für den Bürgermeister Lorenz Möller aus der Eckernförder Bildschnitzerschule. Über dem Nordportal das von Kaiser Wilhelm II. bei dessen Besuch in Lübeck der Stadt gestiftete und 1913 eingebaute sogenannte Kaiserfenster. Das Kaiserfenster war 11 m hoch. An seinem Sockel befanden sich die Wappen der Hohenzollern und der Nürnberger Burggrafen. Die bildliche Darstellungen stellten Episoden aus der lübeckischen Geschichte dar. Im unteren Feld war ein Seeschlachtszene aus dem 16. Jahrhundert dargestellt; begleit von den Bildnismedaillons von Friedrich Knebel und Bartholomeus Tinnappel. Das Hauptbild zeigte die Bestätigung der Privilegien durch Kaiser Friedrich Barbarossa im Jahre 1181. Im oberen Drittel deuteten Bibel und Kelch auf die Einführung der Reformation in Lübeck hin. Zu beiden Seiten befanden sich Medaillons mit den Bildnissen des Reformators Johannes Bugenhagen und des ersten Lübecker Superintendenten Hermann Bonnus. In der Spitze war die Lubeca mit dem Modell eines Segelschiffes und dem Stadtwappen dargestellt, im Spitzbogen selbst das von schwebenden Putten umkränzte alte schwäbische Wappenschild der Hohenstaufen. Insgesamt war das von Karl de Bouché hergestellte Fenster im Stil der Renaissance gehalten.
An der Ostwand der Kapelle befand sich bis 1942 mit der Totentanzorgel die älteste Orgel der Marienkirche.

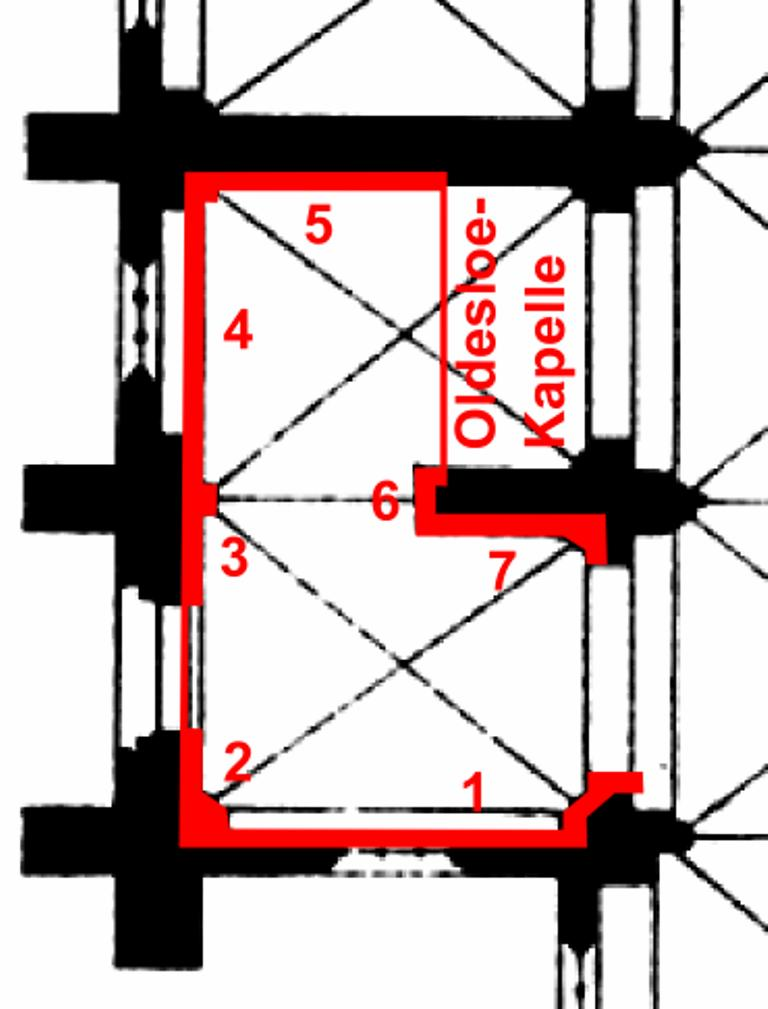
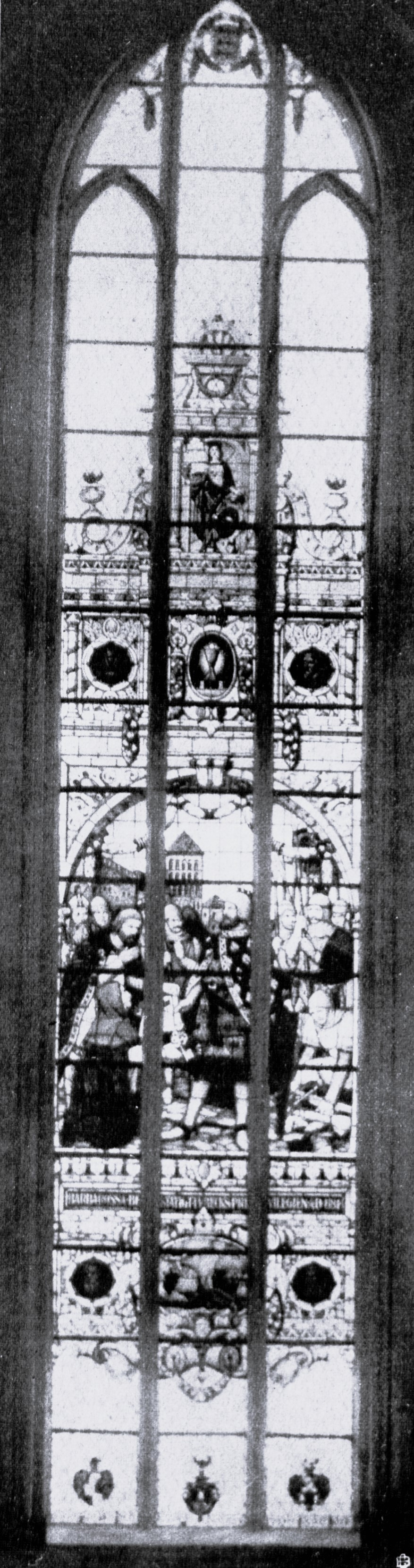
Kaiser-fenster
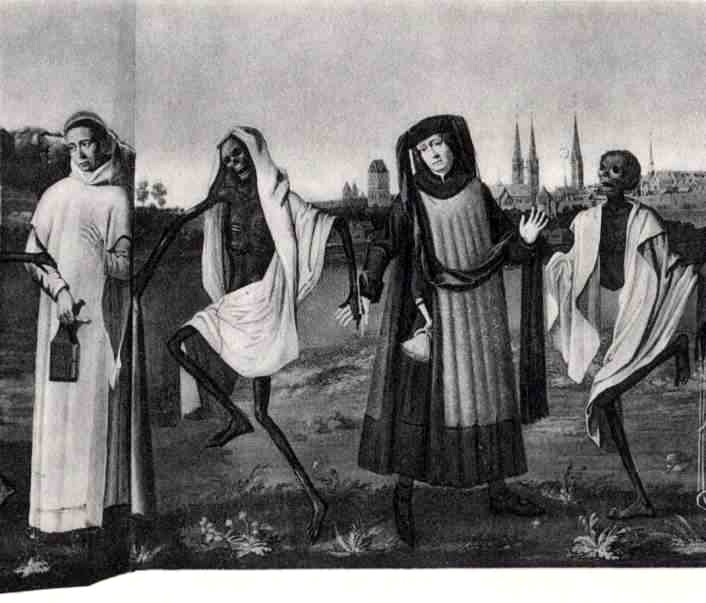
Lübeck Totentanz vor der Stadtkulisse (Ausschnitt)
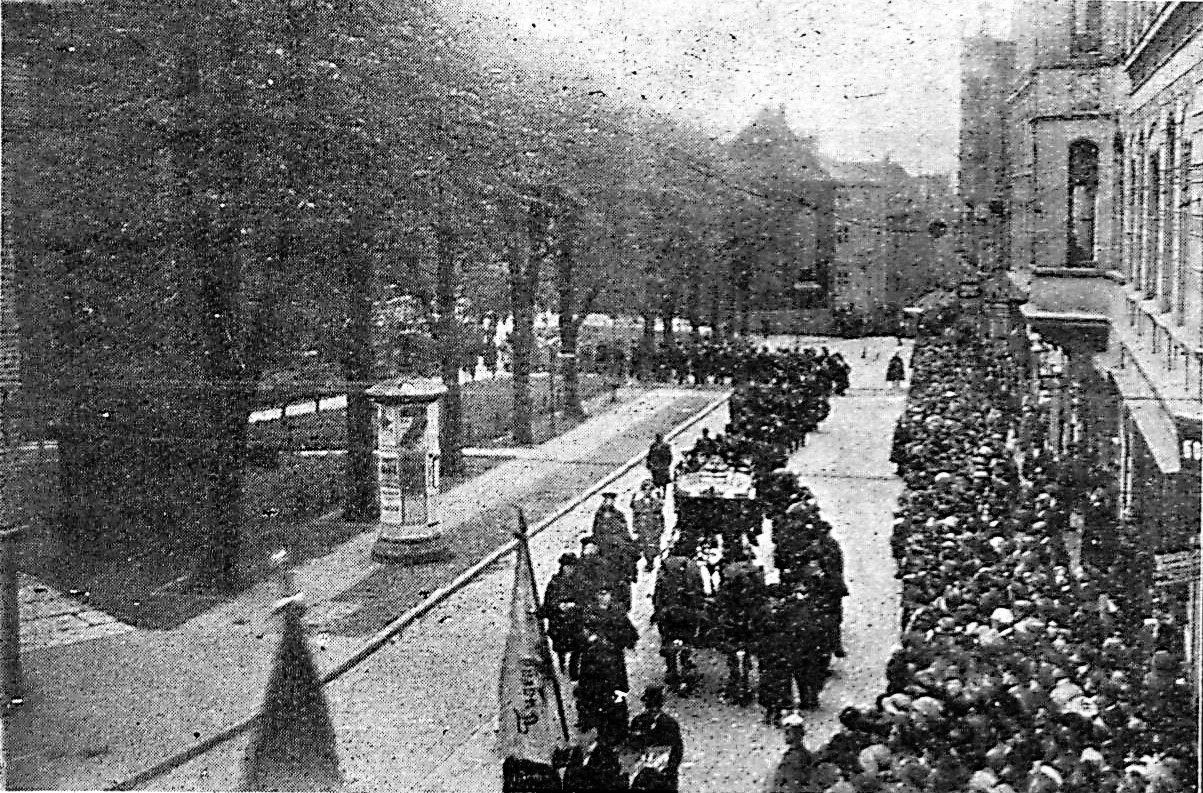
Trauerzug verlässt durch die Kapelle die Kirche

Heute befindet sich in der Totentanzkapelle an der Stelle der früheren Totentanzorgel die vom Lübecker Uhrmacher Paul Behrens angefertigte neue Astronomische Uhr aus dem Jahr 1967. Die neue Totentanzorgel wurde deshalb im nördlichen Seitenschiff eingebaut. Die Fensterverglasung stammt von Alfred Mahlau und nimmt Themen des verbrannten Totentanzes auf. Im Tympanon über dem Portal der Kapelle befindet sich eine von Markus Lüpertz erschaffene Totentanzszene.

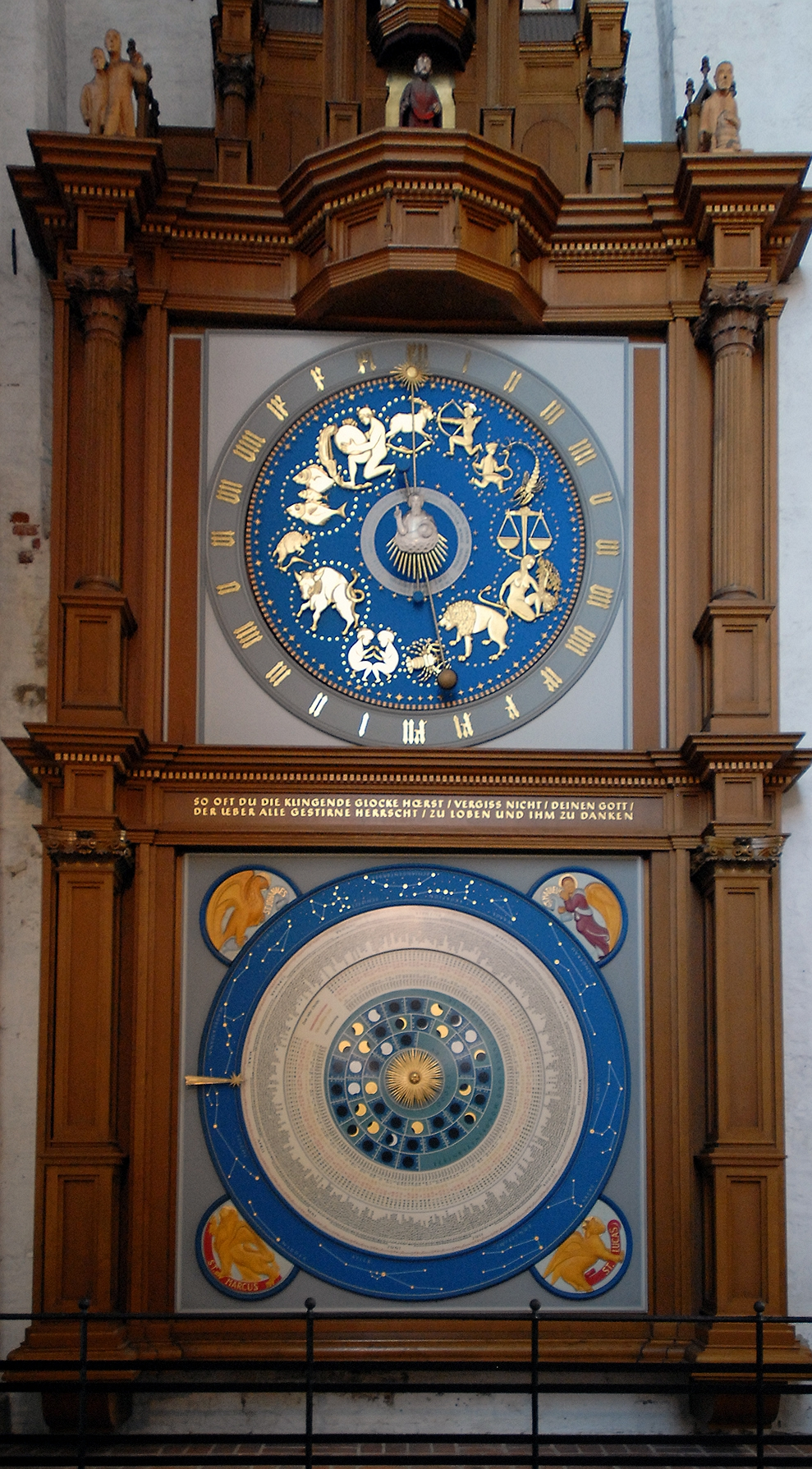
Neue Astronomische Uhr
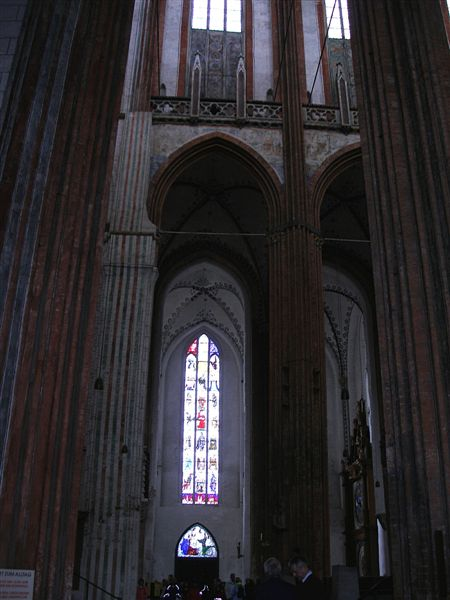
Blick aus dem Querschiff
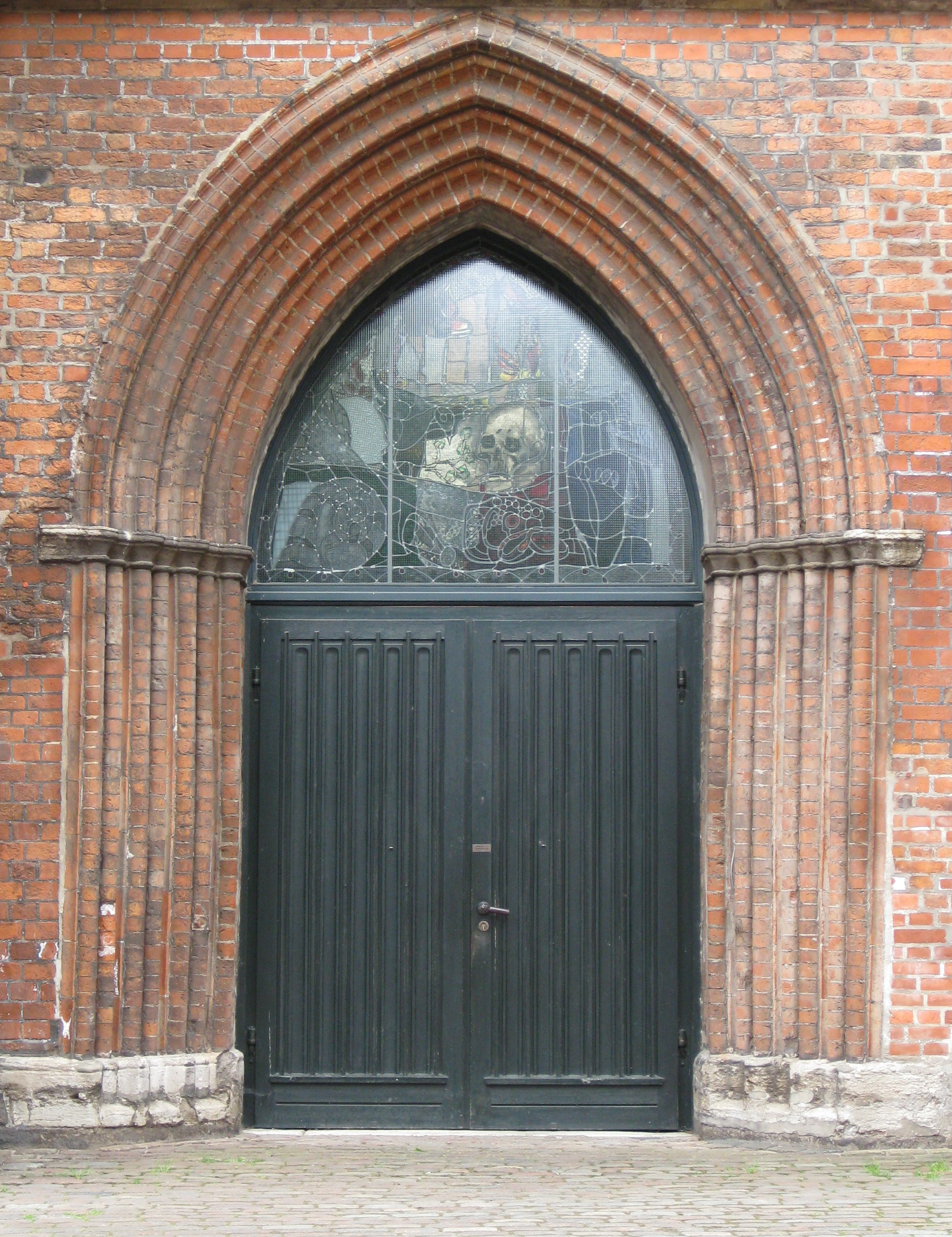
Portal der Totentanzkapelle

## N6: St.-Johannis-und-Nikolai-Kapelle (†); N7: Oldesloe-Kapelle (†)
Zwischen der Totentanzkapelle und dem nördlichen Seitenschiff war die N7: Oldesloe-Kapelle (gestiftet 1398 von Gerhard Oldesloe) eingebaut, und im Querschiff an der Nordwestseite des Pfeilers die N6: St.-Johannis-und-Nikolai-Kapelle (1425 nachgewiesen). Beide sind heute nicht mehr vorhanden.

## O1: Alte Sakristei
Auch Gerwekammer (Kammer, wo die liturgischen Gewänder aufbewahrt wurden) genannt. 1847 durch Carl Julius Milde restauriert zur Aufstellung von Friedrich Overbeck: Die Trauer um den eingeborenen Gottesssohn und Jost de Lavals Anbetung und Taufe Christi. Messing-Grabplatte des 1505 verstorbenen Hermen Hutterock und seiner Frau, vermutlich ein Entwurf Bernt Notkes (oder Erhart Altdorfers). Heute Gebetskapelle. Im Obergeschoss war früher die Bibliothek.

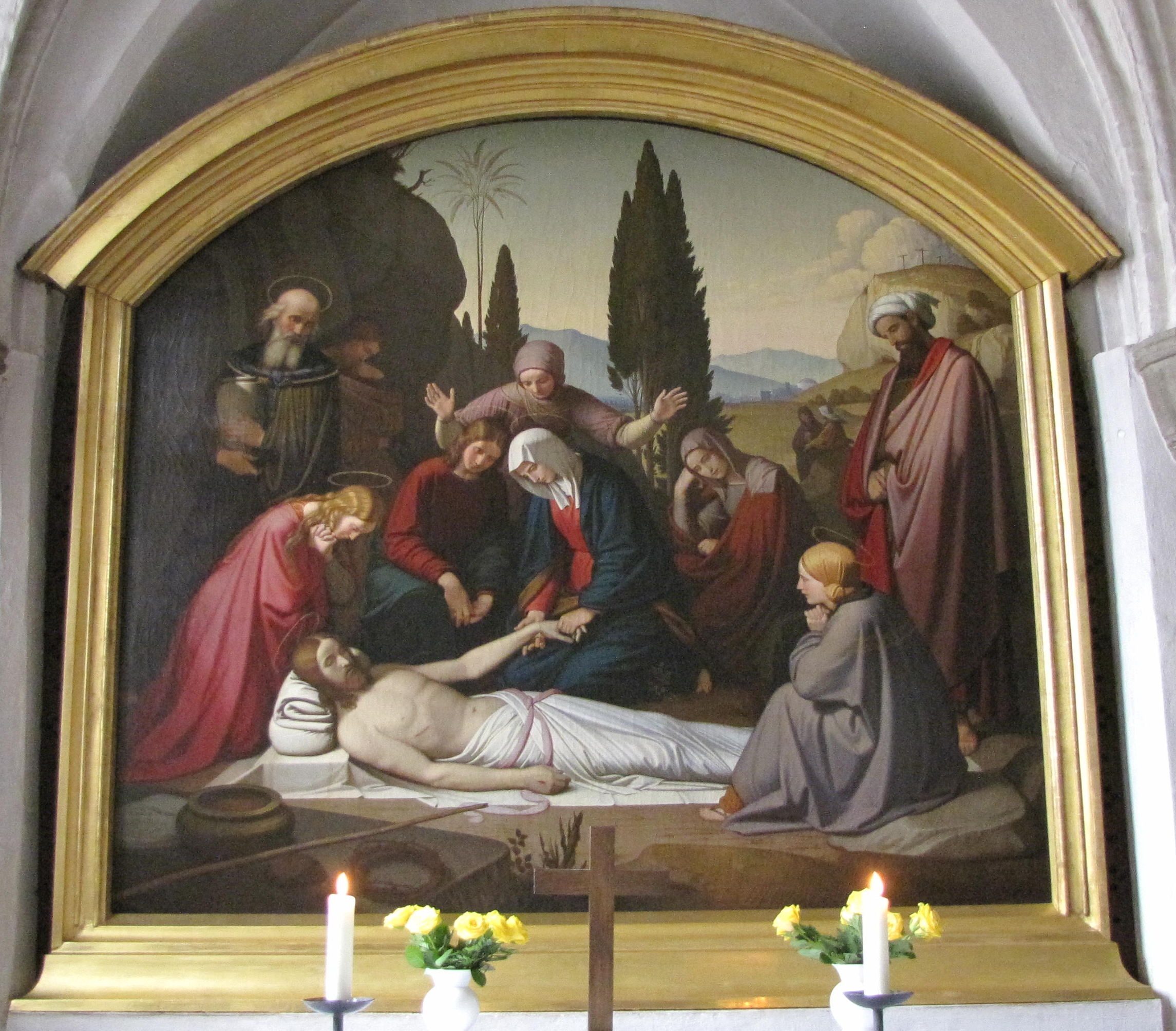
Overbecks Beweinung Christi
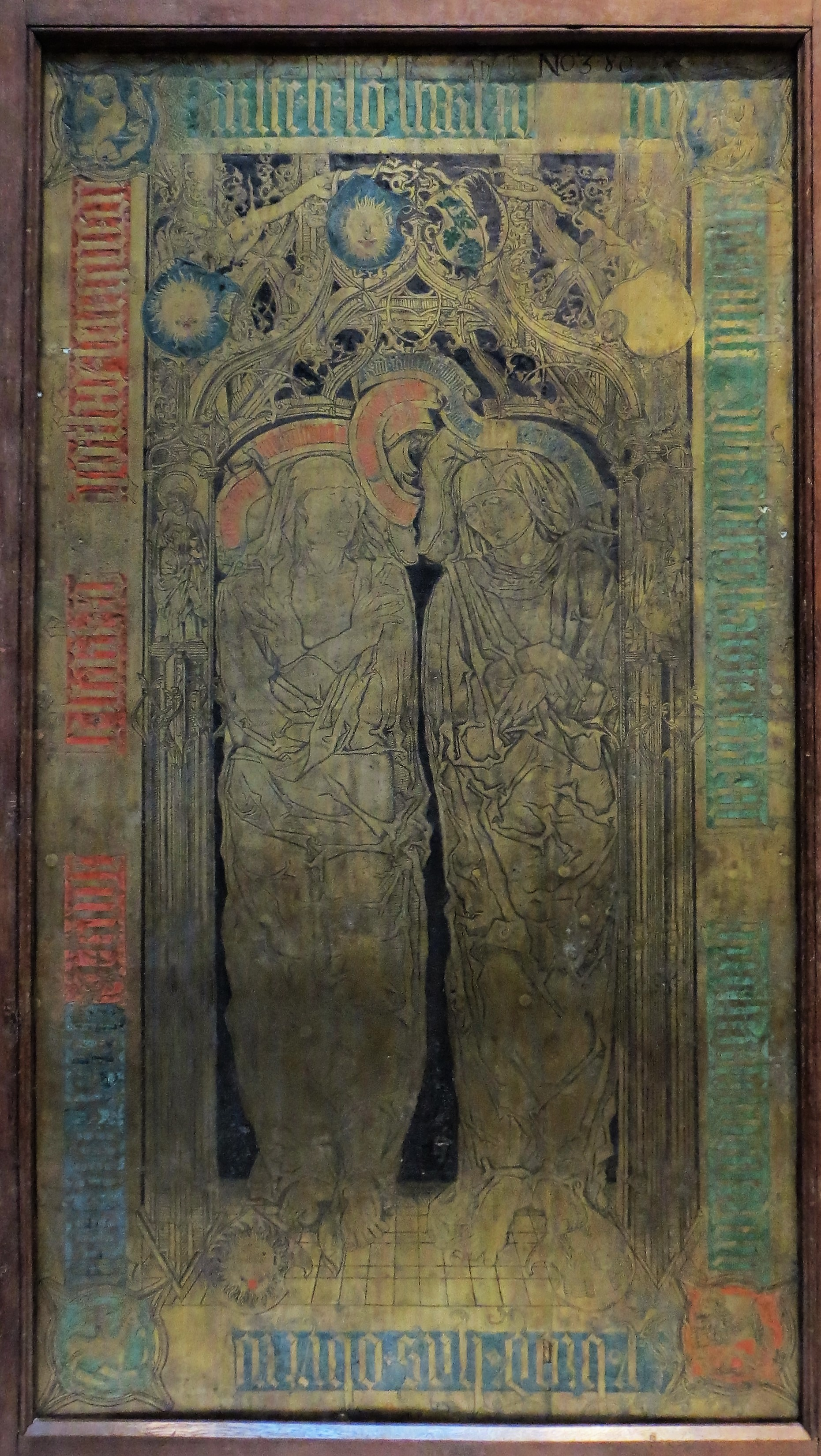
Grabplatte Hutterock

## O2: Gallin- und Alen-Kapelle
Zweigeschossiger Anbau; im Erdgeschoss Kapelle der Familie Gallin, erbaut von den Testamentsvollstreckern des in ihr beerdigten Bürgermeisters Hermann Gallin († 1365). Hermann Gallin hatte auch eine Vikarie gestiftet. Im Obergeschoss befindet sich die Kapelle der Brüder Nikolaus und Eberhard von Alen, gestiftet zum Andenken an ihren 1367 verstorbenen Vater den Ratsherrn Holto von Alen. Umbau 1849/50 gemeinsam mit der Alten Sakristei. Seit 1851 Sakristei. Hier standen die Reste des gotischen Hochaltars der Marienkirche.

## O5: Sängerkapelle
Die Sängerkapelle, auch Marientiden- oder Beichtkapelle, hinter dem Altar im Osten des Chors ist eine Chorerweiterung der Marienkirche durch den Lübecker Rat vor 1444. Zeitgleich entstand auch die Marientidenkapelle des Lübecker Doms. Eine Stiftung an die Sängerkapelle für regelmäßige Messen erfolgte durch den Bürgermeister Hinrich Castorp und weitere Mitglieder des Rates im Jahr 1462.
Im 19. Jahrhundert wurden hier Friedrich Overbecks Einzug Christi in Jerusalem und der Greveradenaltar aus der Greveraden-Kapelle gezeigt. Die geborgene gotische Glasmalerei der Fenster der Burgkirche aus der abgebrochenen Kirche des Burgklosters wurde 1840 in die Fenster der Kapelle eingesetzt. Diese Kunstwerke wurden 1942 zerstört.

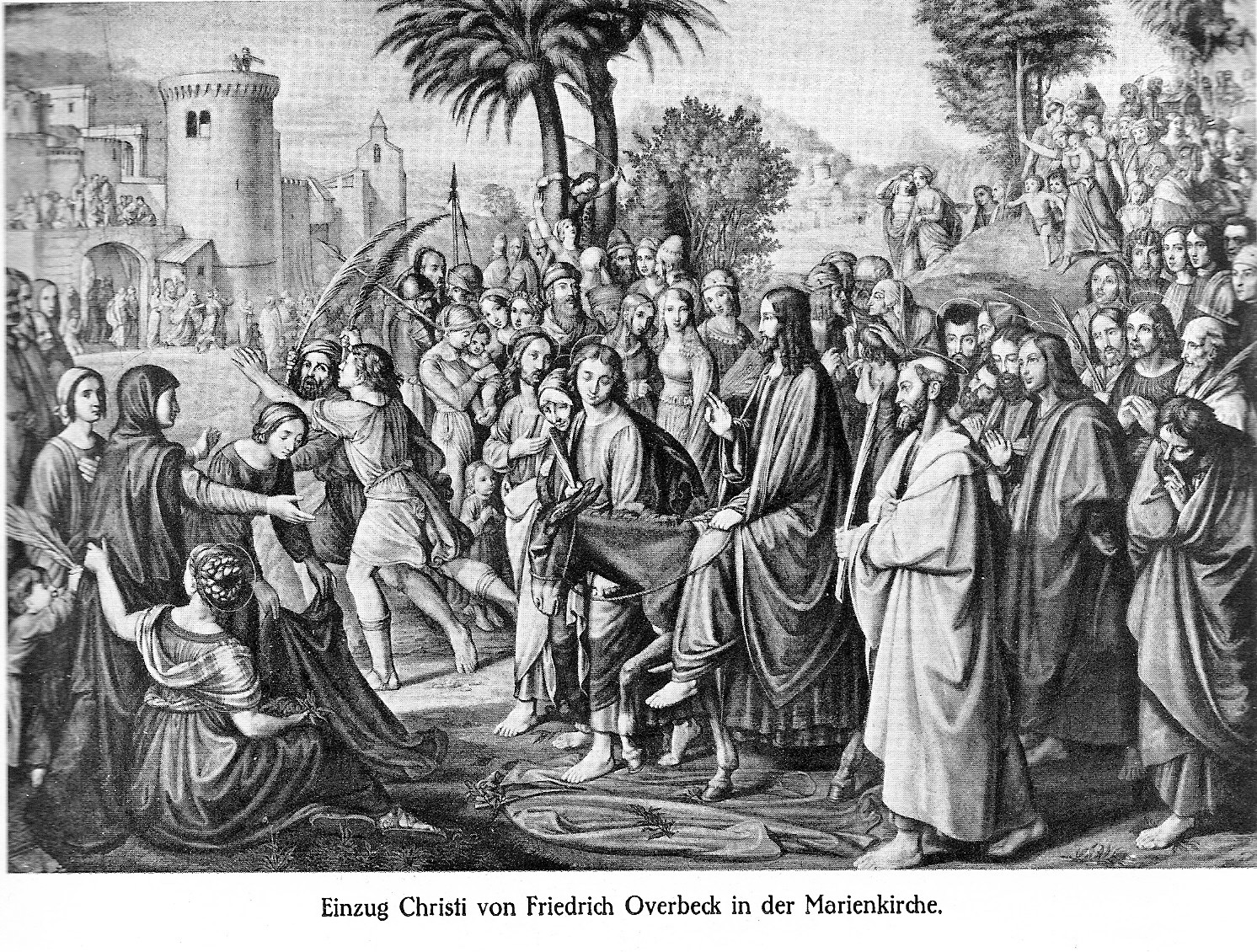
Einzug Christi in Jerusalem
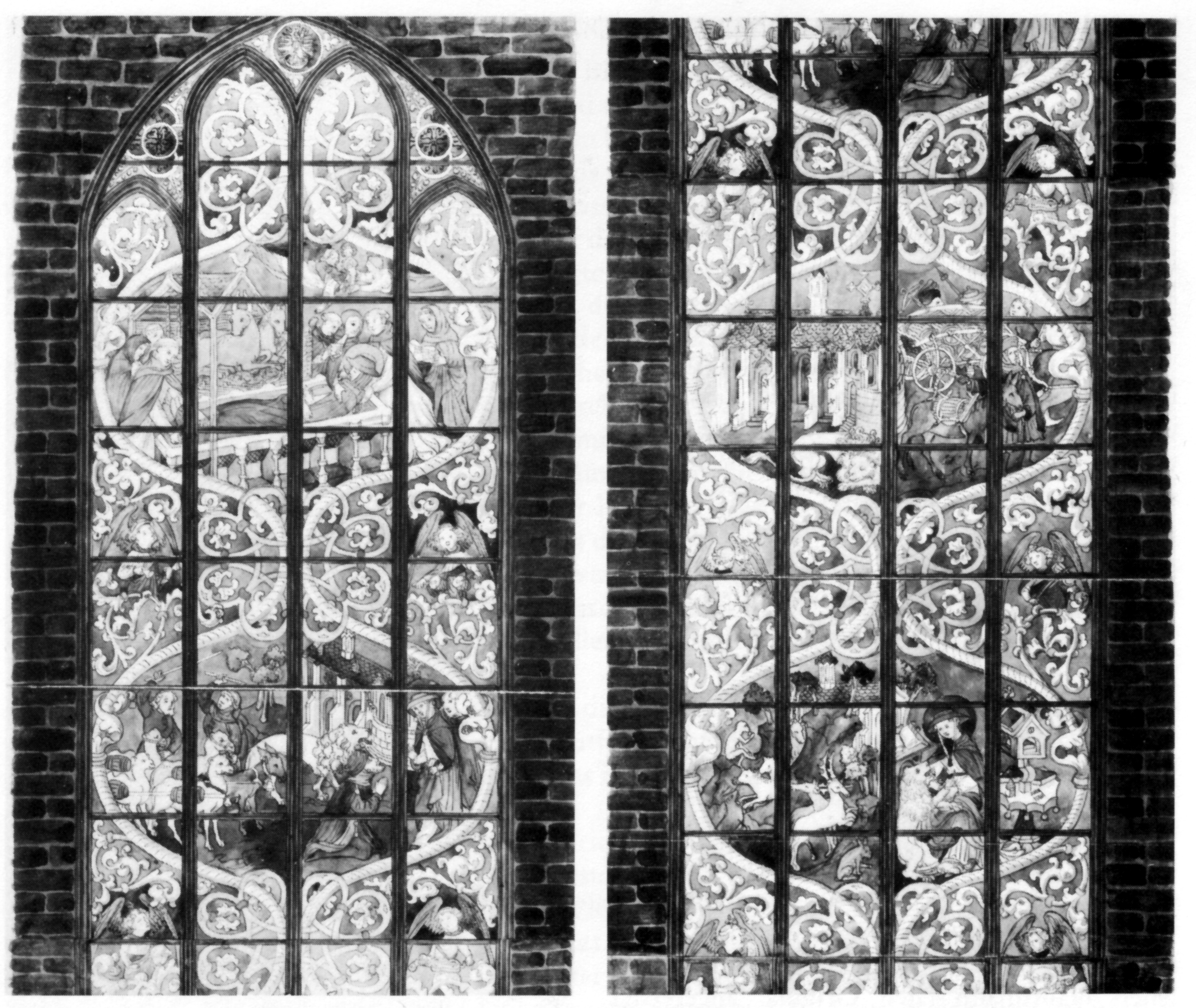
Hieronymusfenster aus der Burgkirche als östliches Fenster 1840 in der Marienkirche
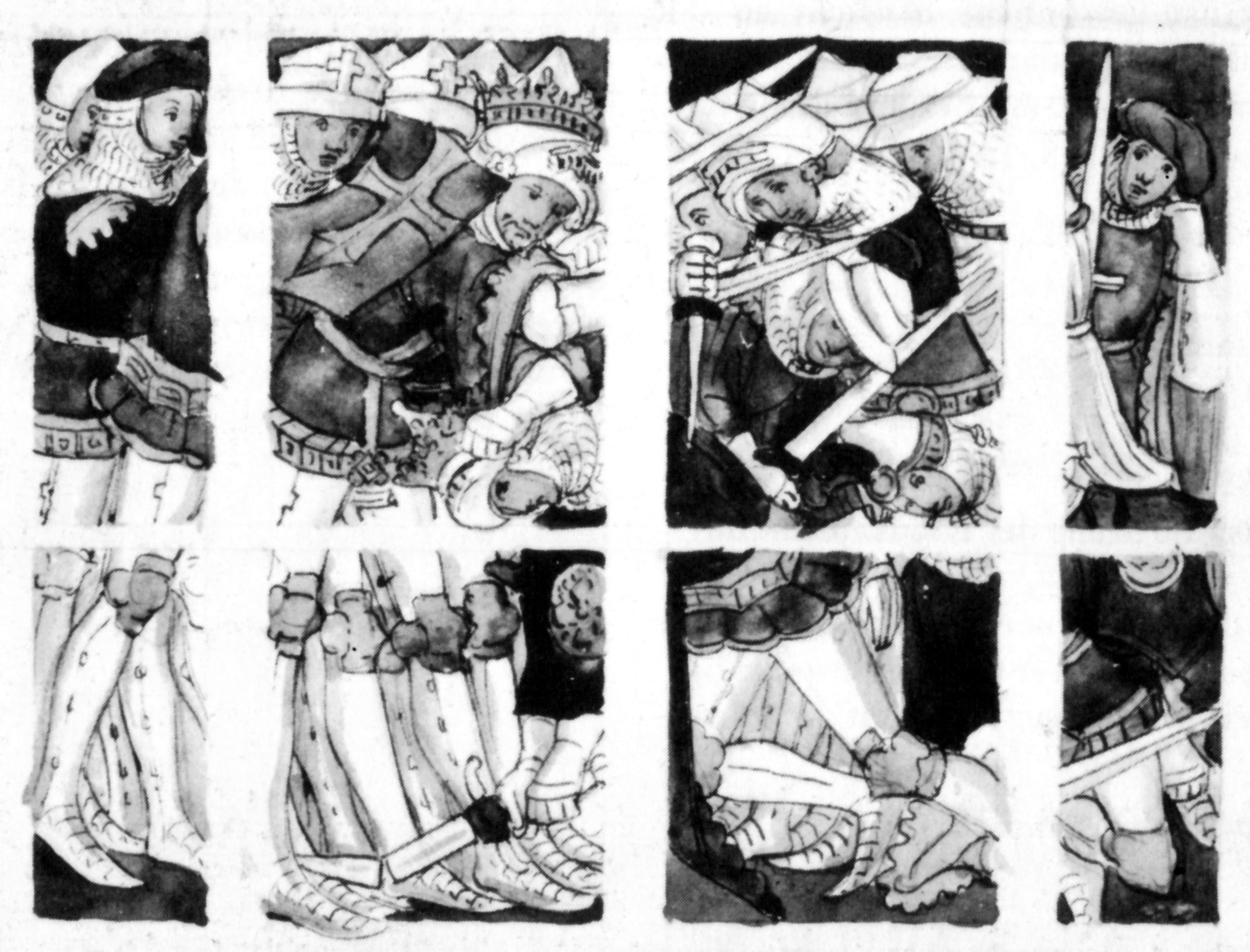
Detail des Kreuzlegendenfensters 1840 in der Marienkirche

Nach dem Zweiten Weltkrieg wurde hier der Antwerpener Altar mit der Verkündigungsszene des Meisters von 1518 wieder aufgestellt, der die Zerstörungen in der Briefkapelle überstanden hatte.

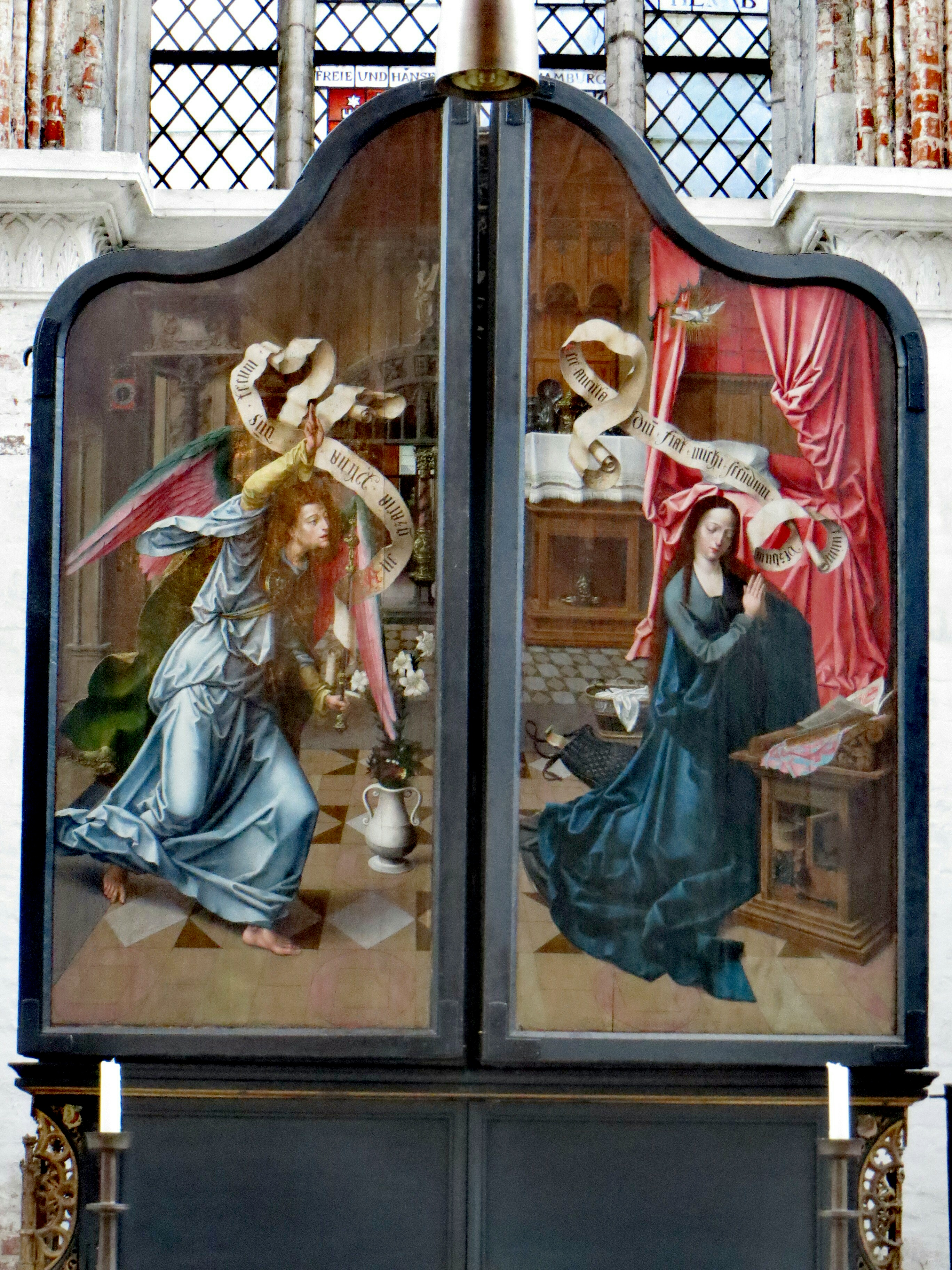
Antwerpener Retabel in der Sängerkapelle: geschlossen
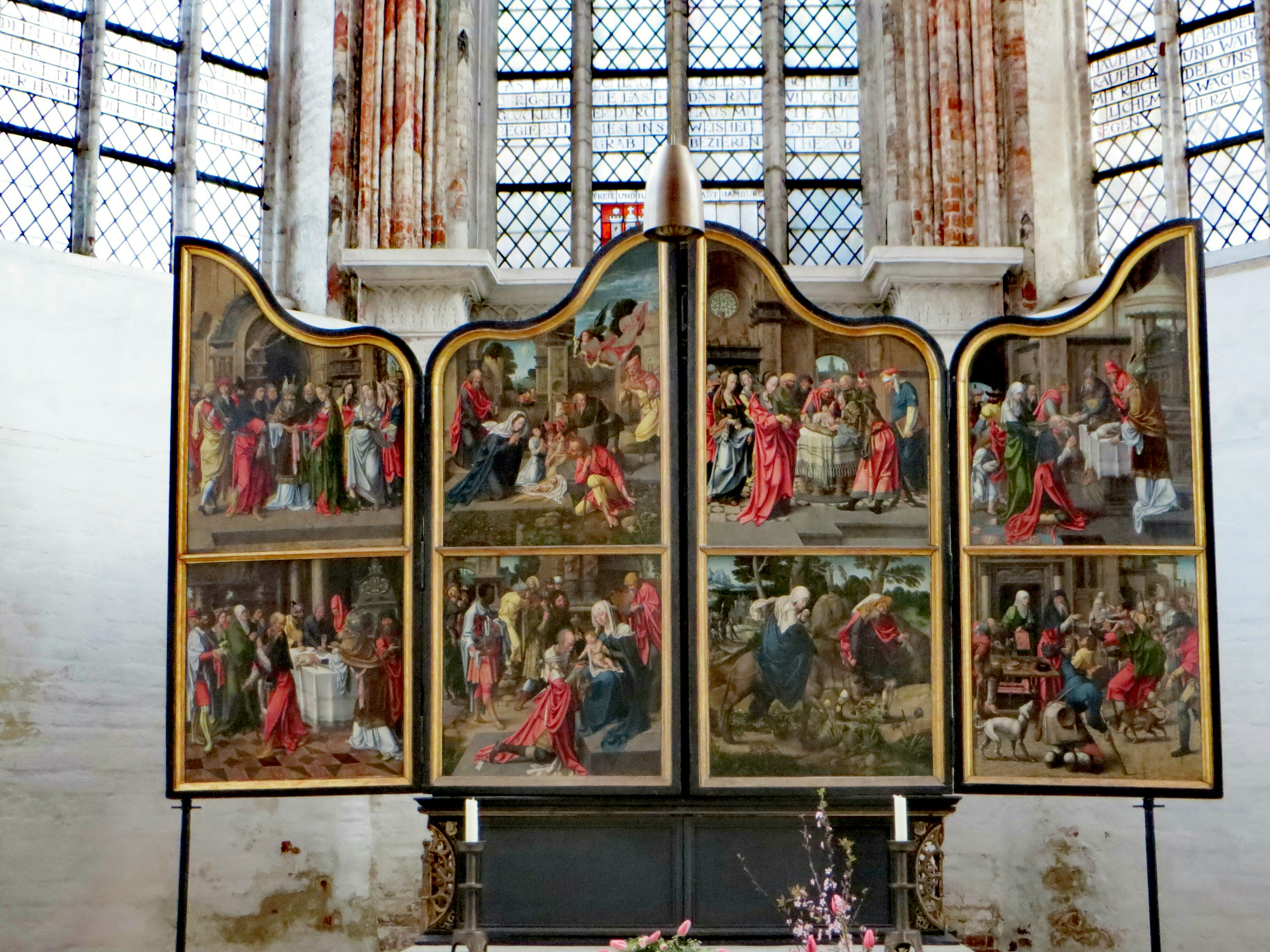
Antwerpener Retabel in der Sängerkapelle: 1. Wandlung
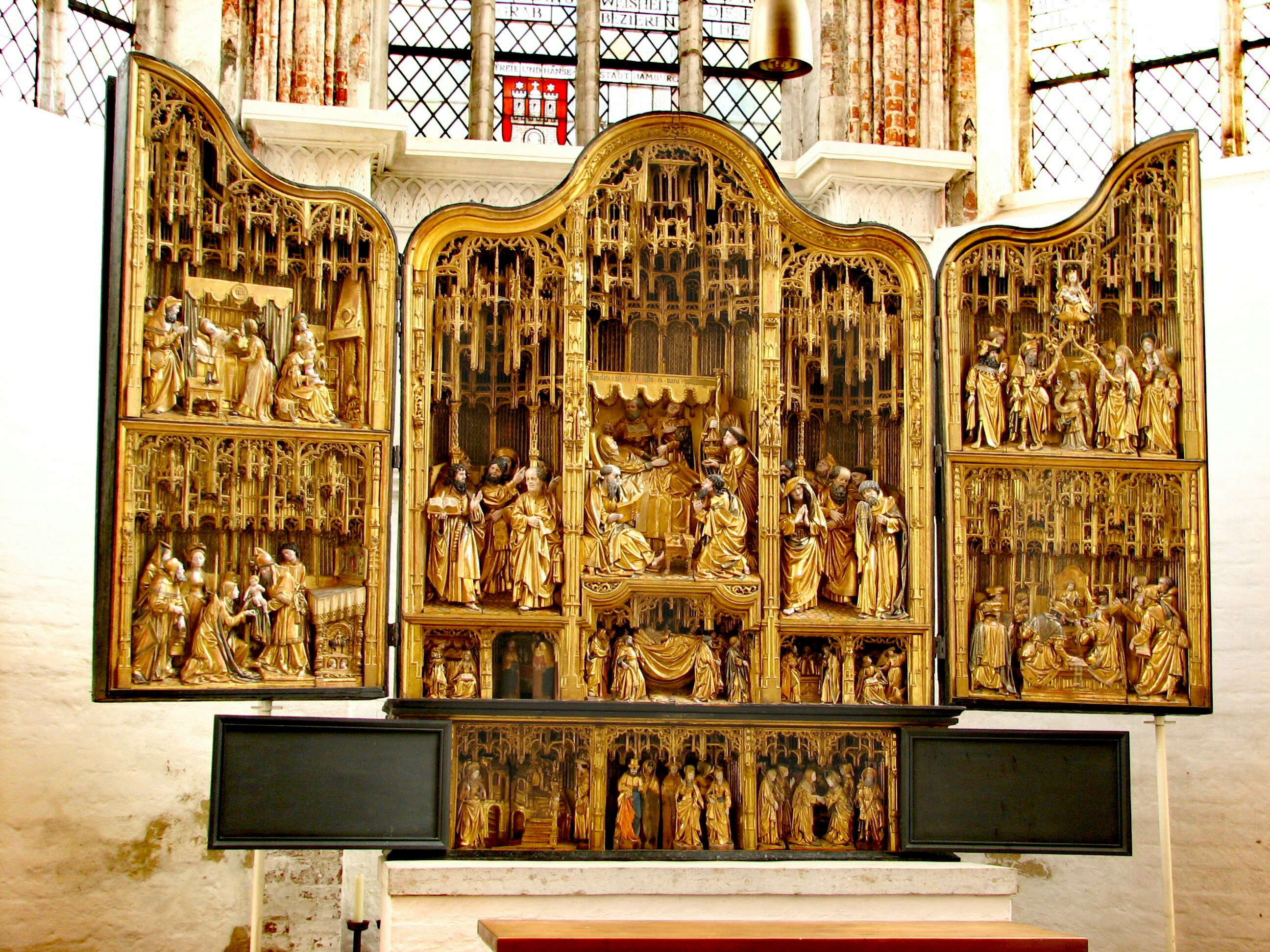
Antwerpener Retabel in der Sängerkapell: 2. Wandlung

Eine in Alabaster geschnittene Gedenkplatte für den Bürgermeister Hermann von Vechtelde mit einer lateinischen Inschrift verfasst von David Chyträus aus dem 1800 wegen Baufälligkeit abgebrochenen Epitaph Vechteldes befindet sich an der Nordwand der Marientidenkapelle.
An der Südwand der Kapelle hängt heute das Gemälde der Vision des Propheten Ezechiel von der Auferweckung Israels von Johannes Willinges, der einzig erhalten Rest des Epitaphs für Heinrich Wedemhof.

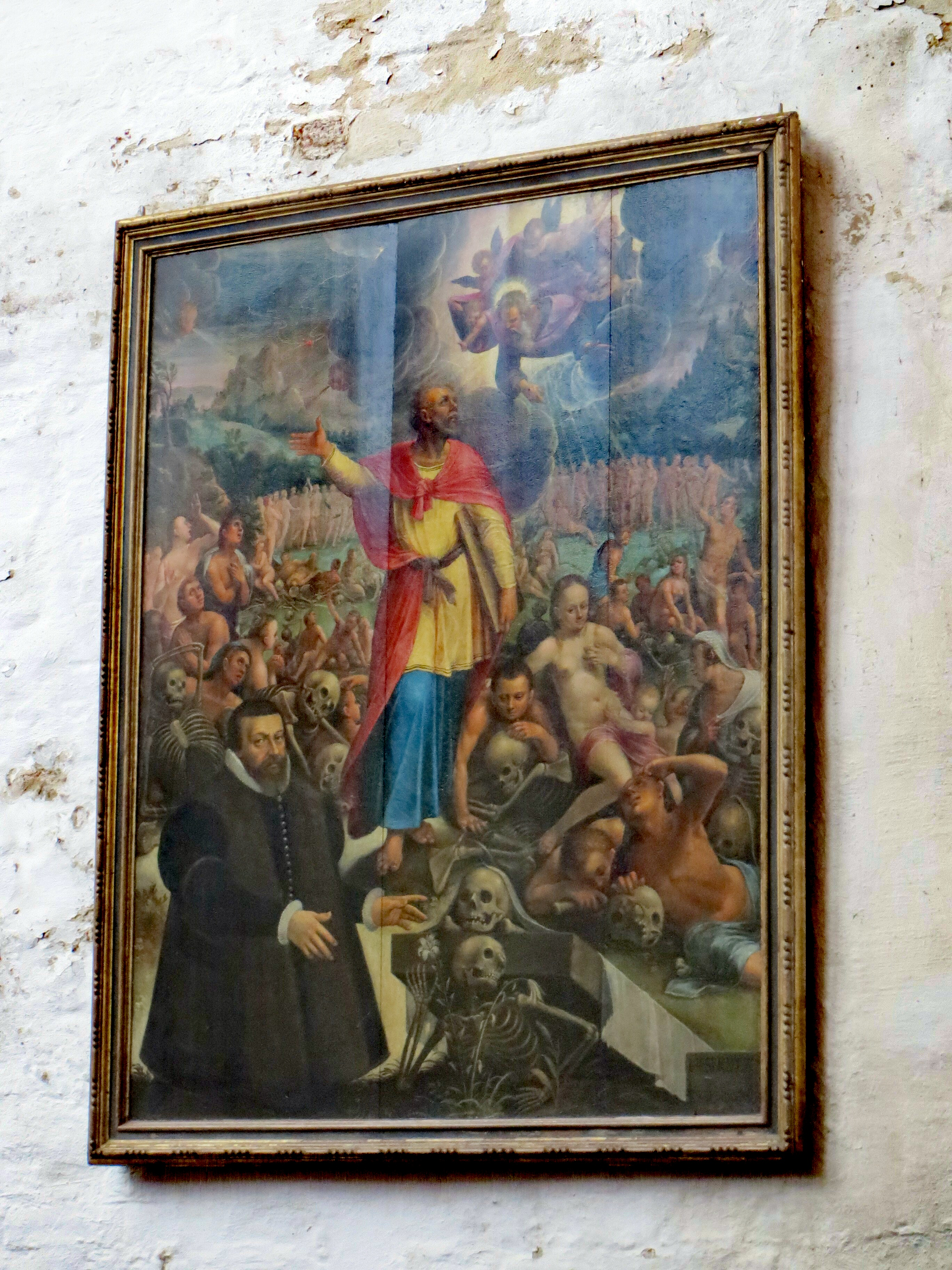

## W1: Greveraden-Kapelle
Adolf Greverade 1493. Unter dem Norderturm, hatte gotische Glasfenster aus der abgebrochenen Burgkirche. Neben der Greveradenkapelle befand sich noch eine weitere und mit ihr nicht identische Kapelle unter dem Nordturm: die Heilig-Kreuz-Kapelle (W2). Das Paulusfenster aus der ehemaligen Burgkirche des Burgklosters wurde 1840 restauriert und im Zuge der neugotischen Renovierung der Westfassade 1868 in das Fenster der Greveradenkapelle in der Westfront der Marienkirche eingesetzt.

1868

Weiter verlorene ehemalige Kunstwerke der Greveradenkapelle:

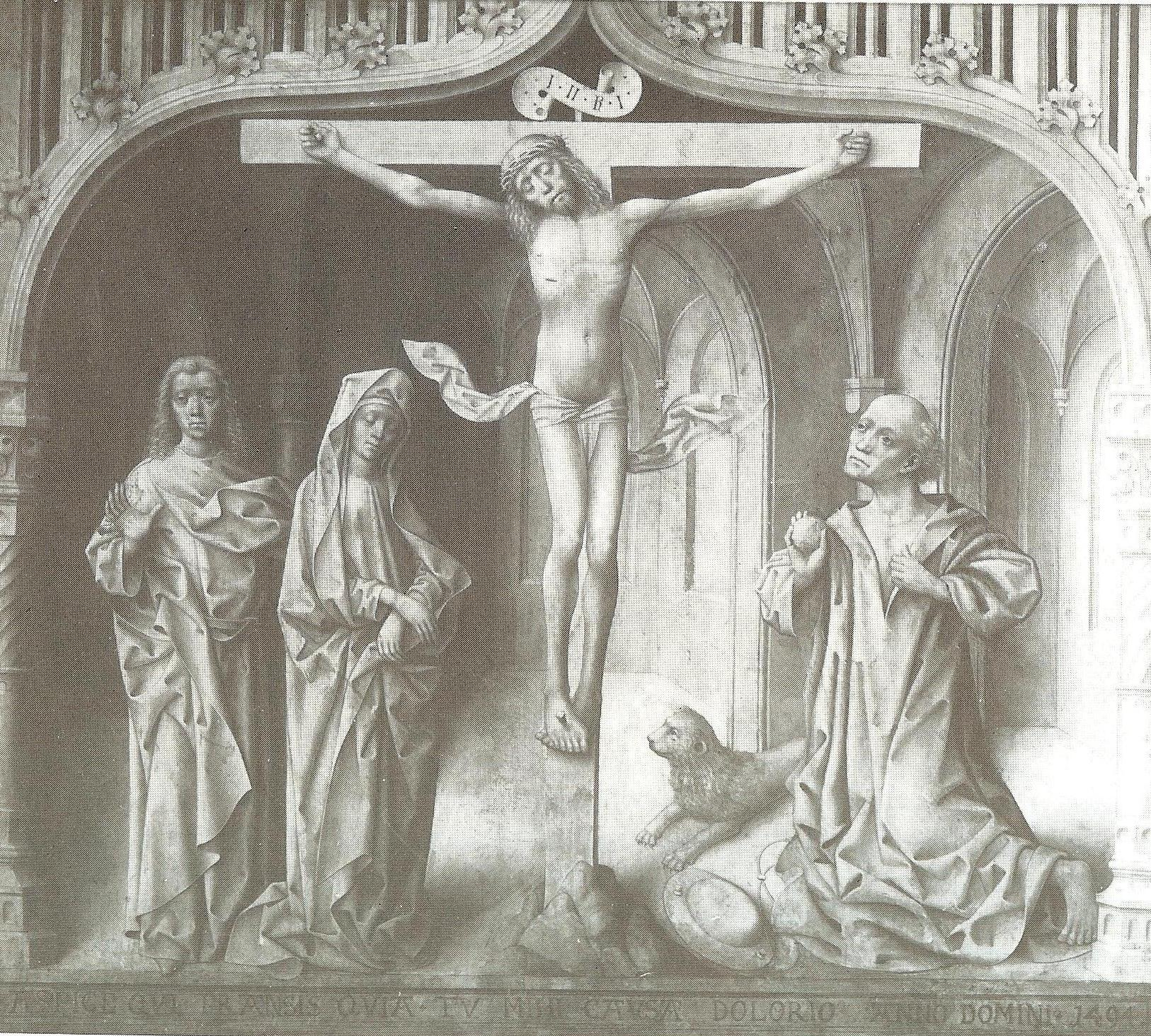
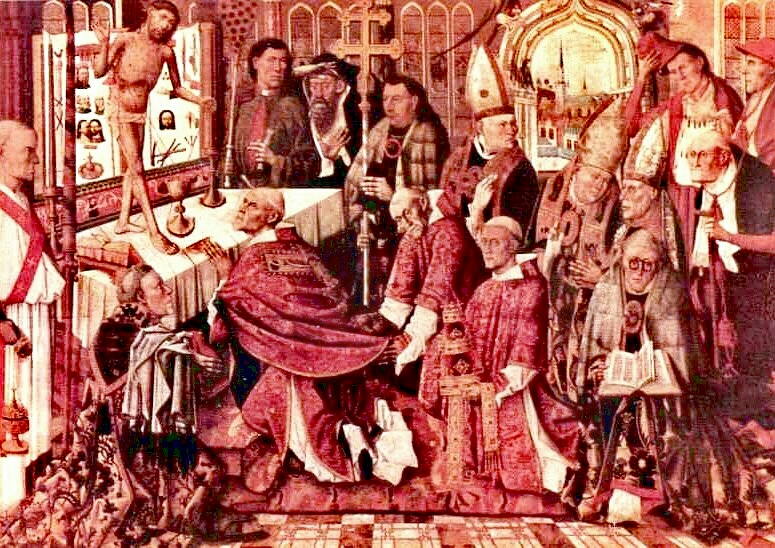

Als Geschenk des Lübecker Bürgermeisters Johann Martin Andreas Neumann entstand 1927 für die Ausstellung Lübeckische Kunst außerhalb Lübecks die Nachbildung des Kruzifix aus der Klosterkirche Vadstena als Gipsabguss. Das Original wird dem Meister der Darsow-Madonna zugeschrieben.

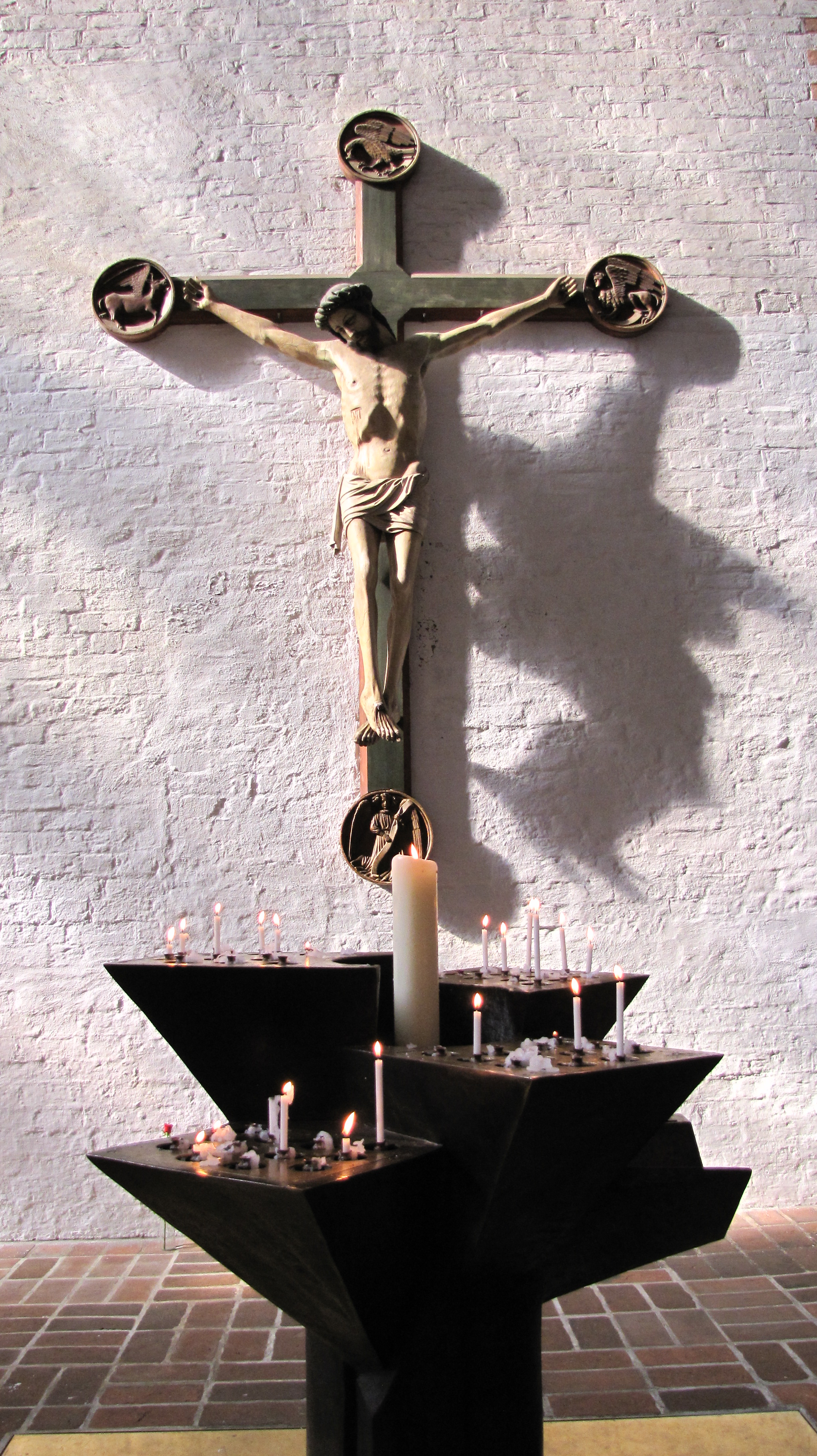

An der Südwand der Kapelle ist das Fragment der Grabplatte des Heinrich Isernlo († 1290) befestigt. Dies ist der älteste Grabstein der Kirche.

## W3: Bergenfahrer-Kapelle
Die Bergenfahrer hatten ihre Kapelle mit dem Bergenfahreraltar zwischen den beiden Türmen. Sie wurde um 1400 eingerichtet, als ihr St.-Olavs-Altar erstmals erwähnt wird. Die Kapelle war reich ausgestattet. Das 1518 erbaute Bergenfahrergestühl befand sich bereits im Hauptschiff direkt vor der Kapelle links und rechts der bis zum Zweiten Weltkrieg dort stehenden Taufe unter der Großen Orgel. Das Kreuzigungsfenster stammte aus der ehemaligen Burgkirche des Burgklosters und befand sich dort gemeinsam mit dem Hieronymusfenster an der Nordseite des Chors. Es wurde im Zuge der neugotischen Umgestaltung der Westfassade der Marienkirche im 19. Jahrhundert über dem Westportal der Marienkirche in der Bergenfahrer-Kapelle eingebaut. Es wurde ergänzt mit der 1521 vom Lübecker Rat gestifteten Marienkrönung, die 1839 aus der Sängerkapelle ausgebaut worden war, um dort Platz für weitere Fenster der Burgkirche zu schaffen. 1522–1524 schuf der Lübecker Maler Hans Kemmer die Bildtafeln für einen neuen Olavsaltar, der wie die restliche Ausstattung der Kapelle bei Luftangriff auf Lübeck 1942 vernichtet wurde.

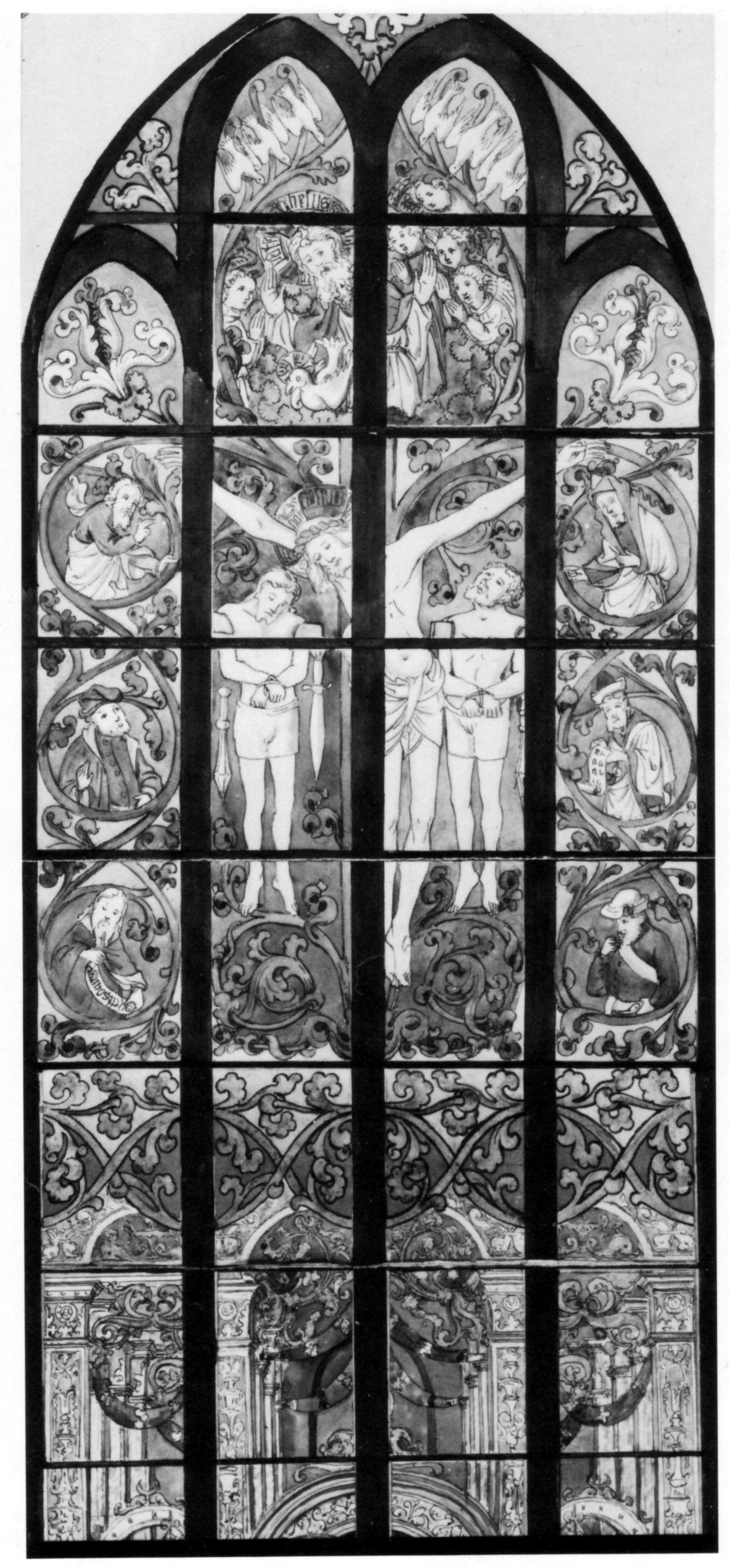
Ehem. Kreuzigungsfenster
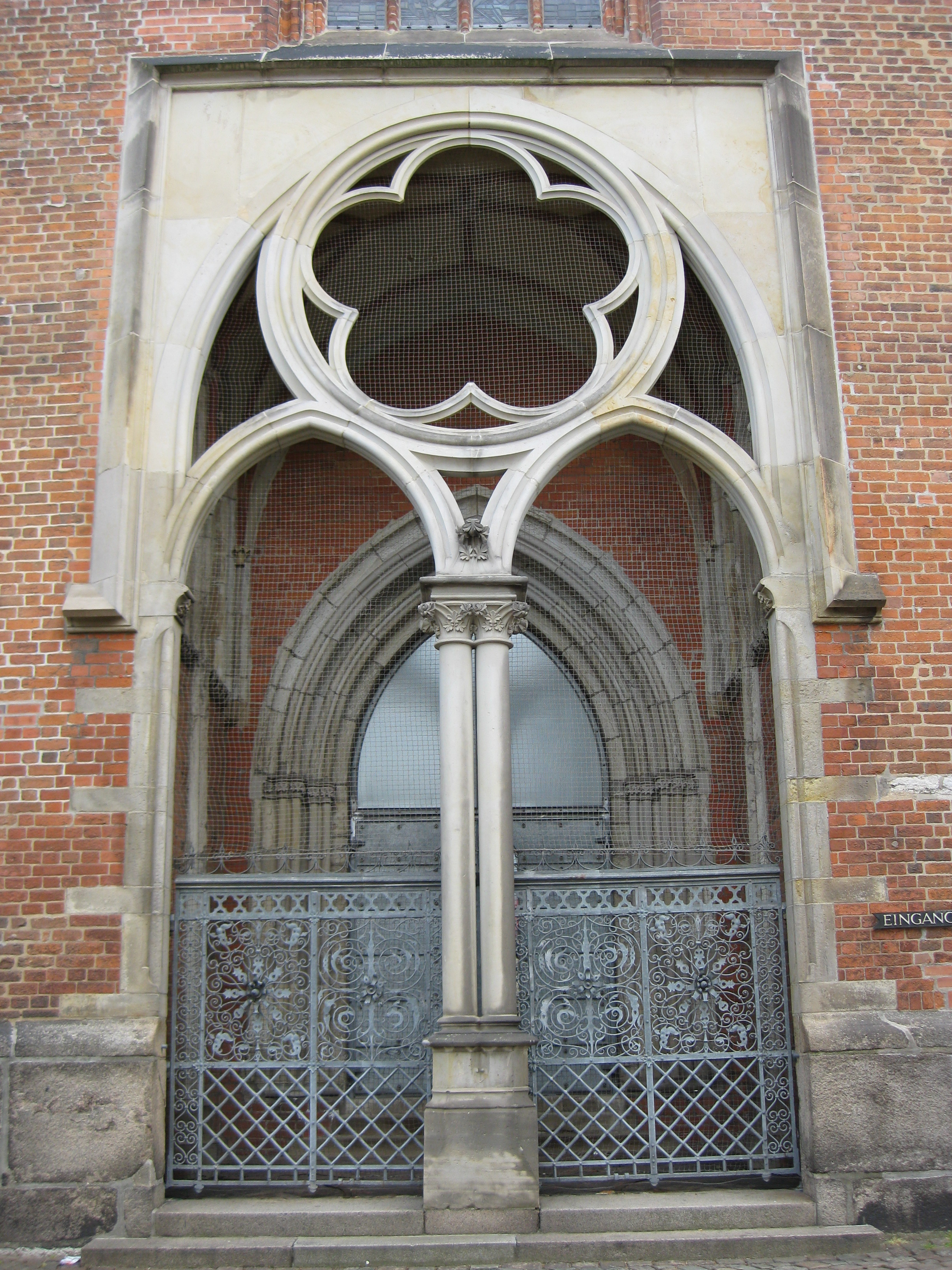
Das Westportal, die Außenansicht der Bergenfahrerkapelle

## W4: Schinkel-Kapelle
Unter dem Süderturm liegende Kapelle benannt nach dem Kaufmann Arnt Schinkel, der hier 1497 eine Vikarie stiftete. Die für Norddeutschland vom Motiv her seltene Transigrabplatte Schinkels ging 1942 verloren.
Heute Gedenkstätte mit den zertrümmerten Glocken, die beim Brand 1942 herabstürzten.

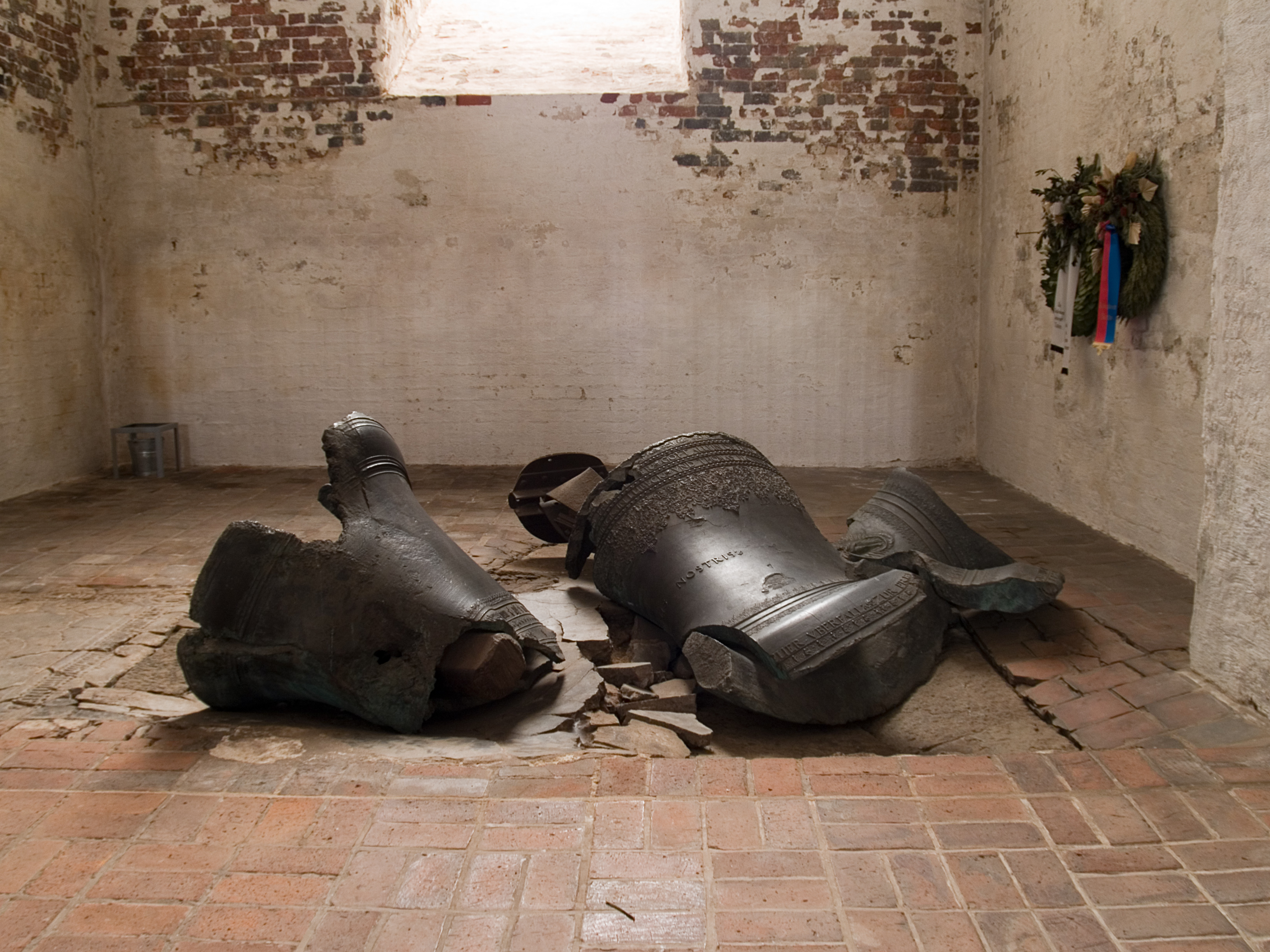
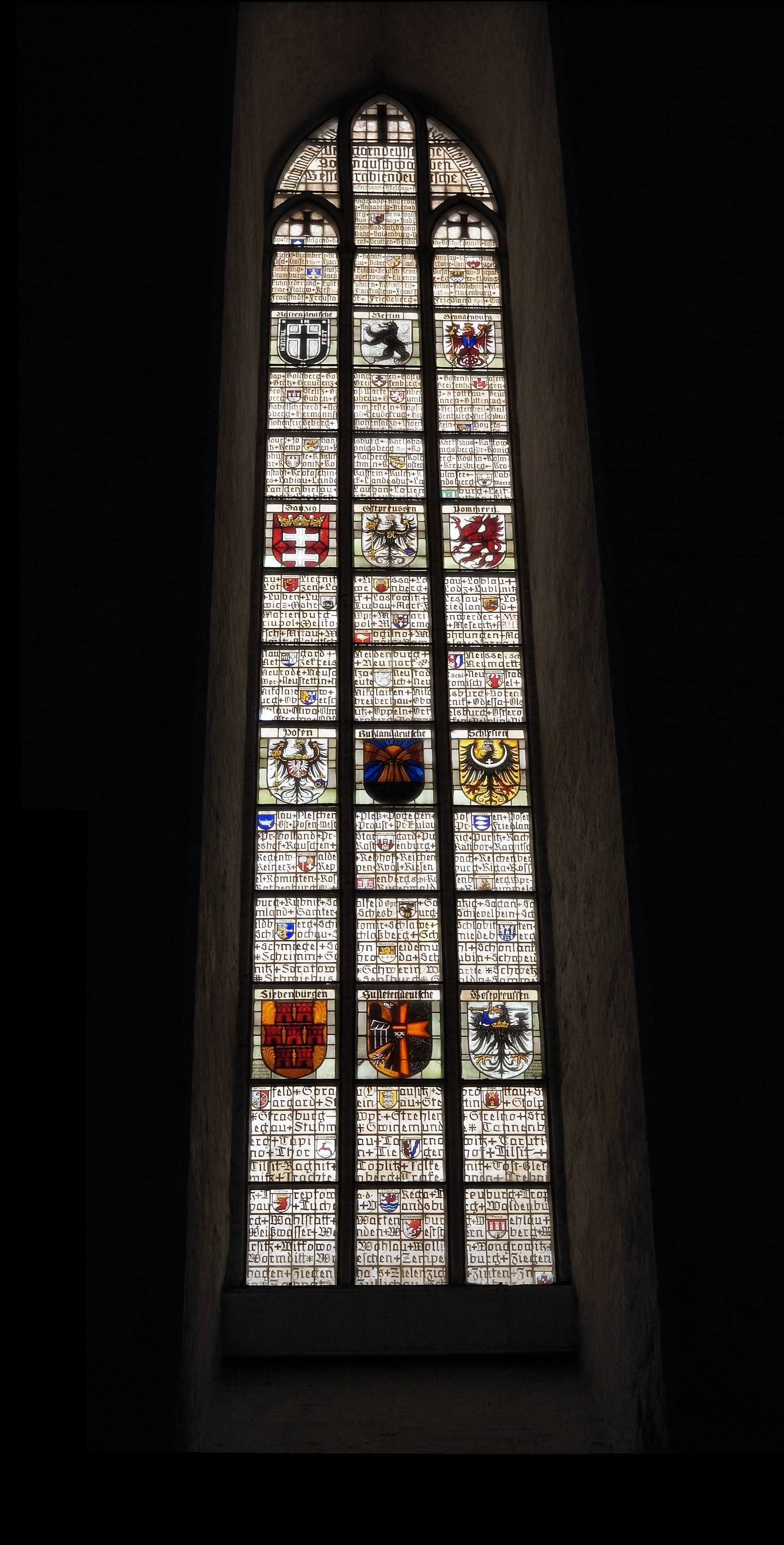
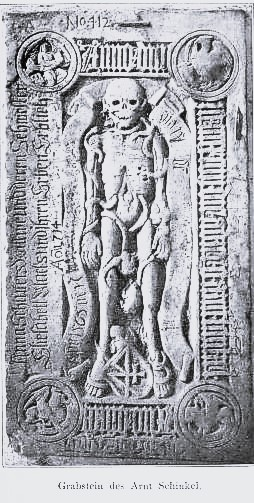
Grabplatte des Arnt Schinkel

## S1: Briefkapelle
Erbaut ab 1310 als St. Annen-Kapelle; der Name Briefkapelle ist nachreformatorisch und leitet sich von den Schreibern her, die in der Kapelle ihre Stände hatten. In der Kapelle, die 1942 weitgehend unbeschädigt blieb, befand sich zu diesem Zeitpunkt der Antwerpener Altar von 1518, der heute wieder in der Marientidenkapelle aufgestellt ist.
Spätgotischer Wandschrank, Bildnis des Schiffbruch des Bergenfahrers Hans Ben, Grabplatte des Bruno von Warendorp, Orgel aus Ostpreußen; heute Nutzung als Winterkirche.

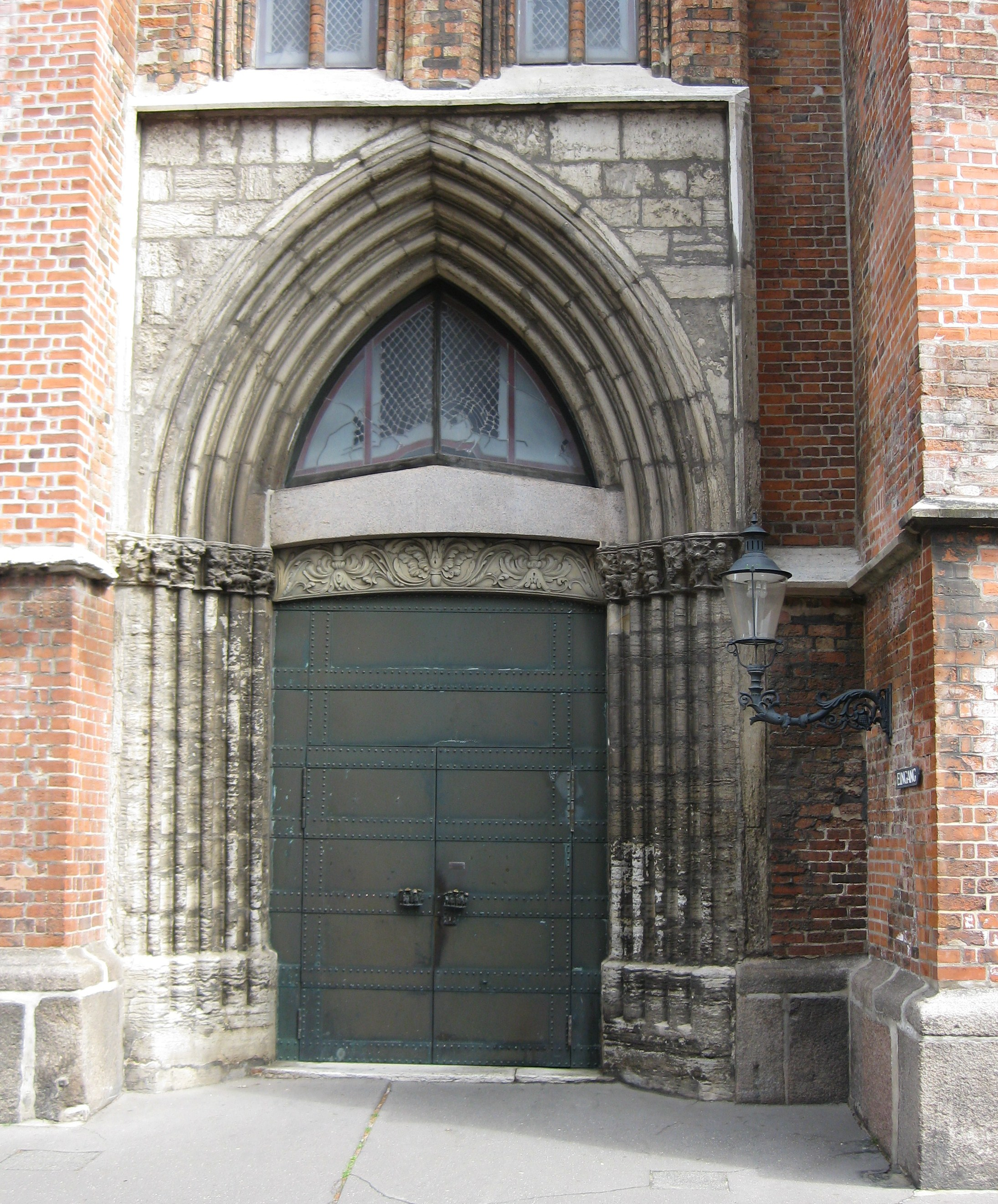
Portal der Briefkapelle
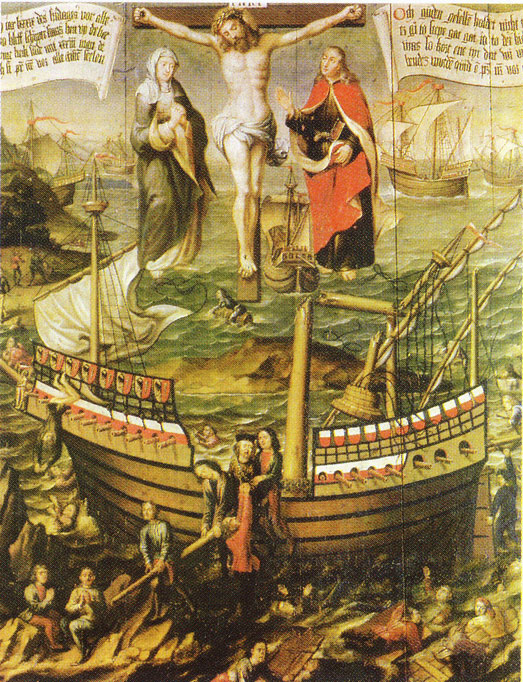
Schiffbruch des Hans Ben
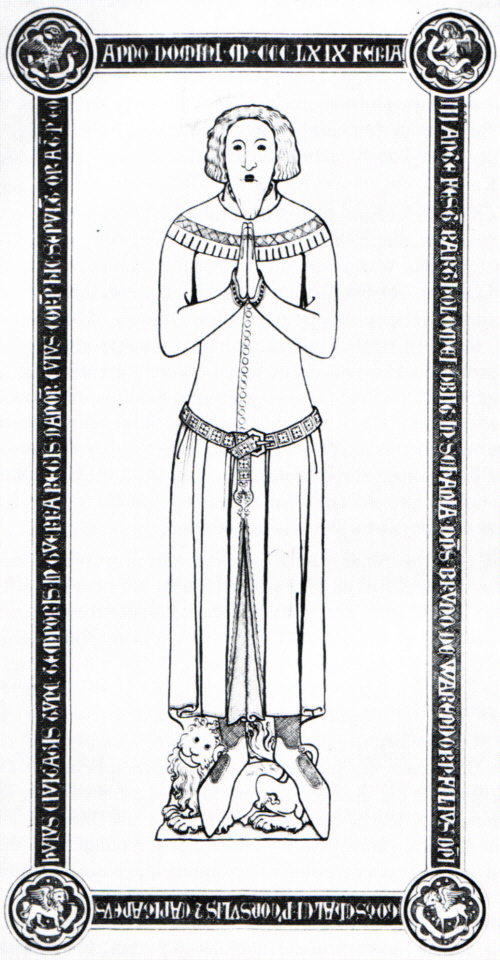
Grabplatte des Bürgermeisters Bruno von Warendorp

## S2: Divessen-Kapelle
Gestiftet durch das Testament des 1367 gestorbenen Bürgers Heinrich Vlint, 1438 übergegangen an Heinrich Divessen und seine Familie. Heute enthält sie eine moderne Toilettenanlage für die Besucher.

## S3: Segeberg-Kapelle
Begründet durch Timm von Segeberg († 1364) und ausgestattet mit zwei Vikarien. Später von der Segeberg-Stiftung gemeinsam mit dem Segeberg-Armenhaus in der Johannisstraße verwaltet.
Heute Gedenkkapelle für Angehörige der Familie Eschenburg.

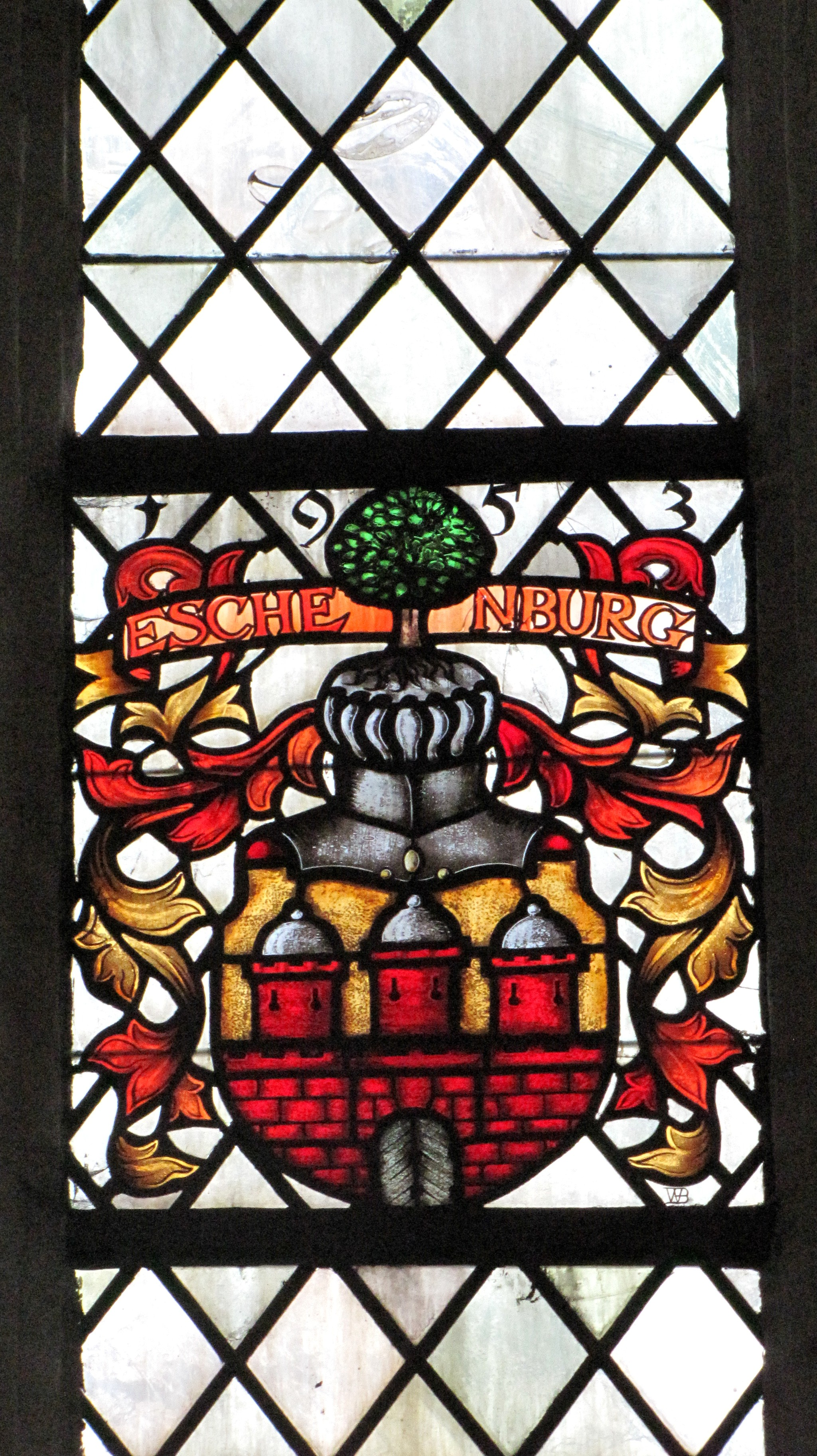
Wappen der Familie Eschenburg im Fenster der Kapelle

## S4: Stotebrügge-Kapelle
Errichtet aus dem Nachlass von Arnold Levendige († 1352). Später im Besitz der Familien Muter und Stotebrügge; unter der Kapelle eine Gruft mit 18 Grablegen.

## S5: Warendorp-Kapelle
Gestiftet von dem 1359 verstorbenen Wilhelm Warendorp, den Sohn des Bürgermeisters Bruno Warendorp; Grabkapelle der Patrizierfamilie von Warendorp. Enthält das klassizistische Denkmal des Bürgermeisters Joachim Peters von Landolin Ohmacht aus dem Jahr 1788 und einen Rest des Gitters der Köhler-Kapelle von 1656.

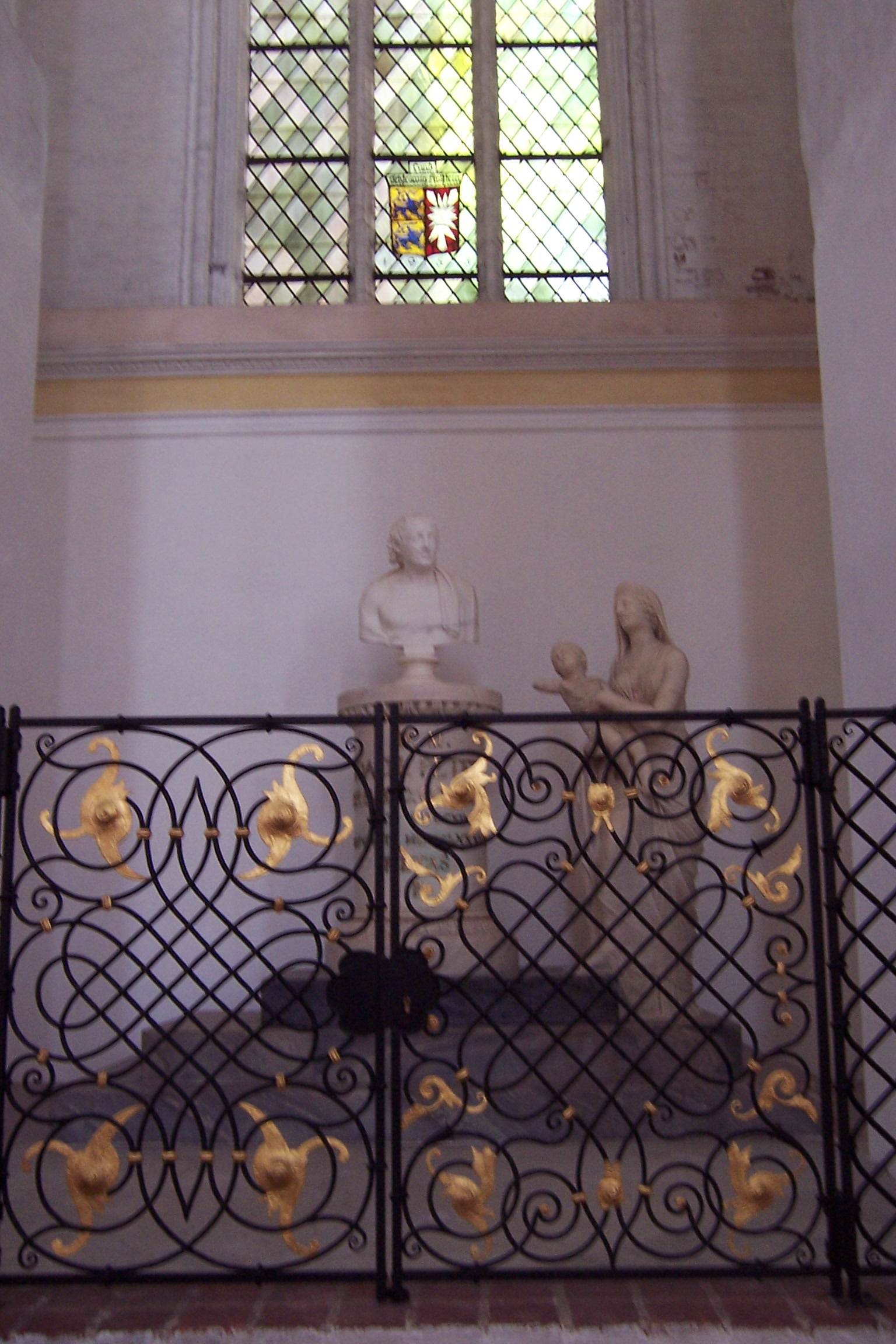
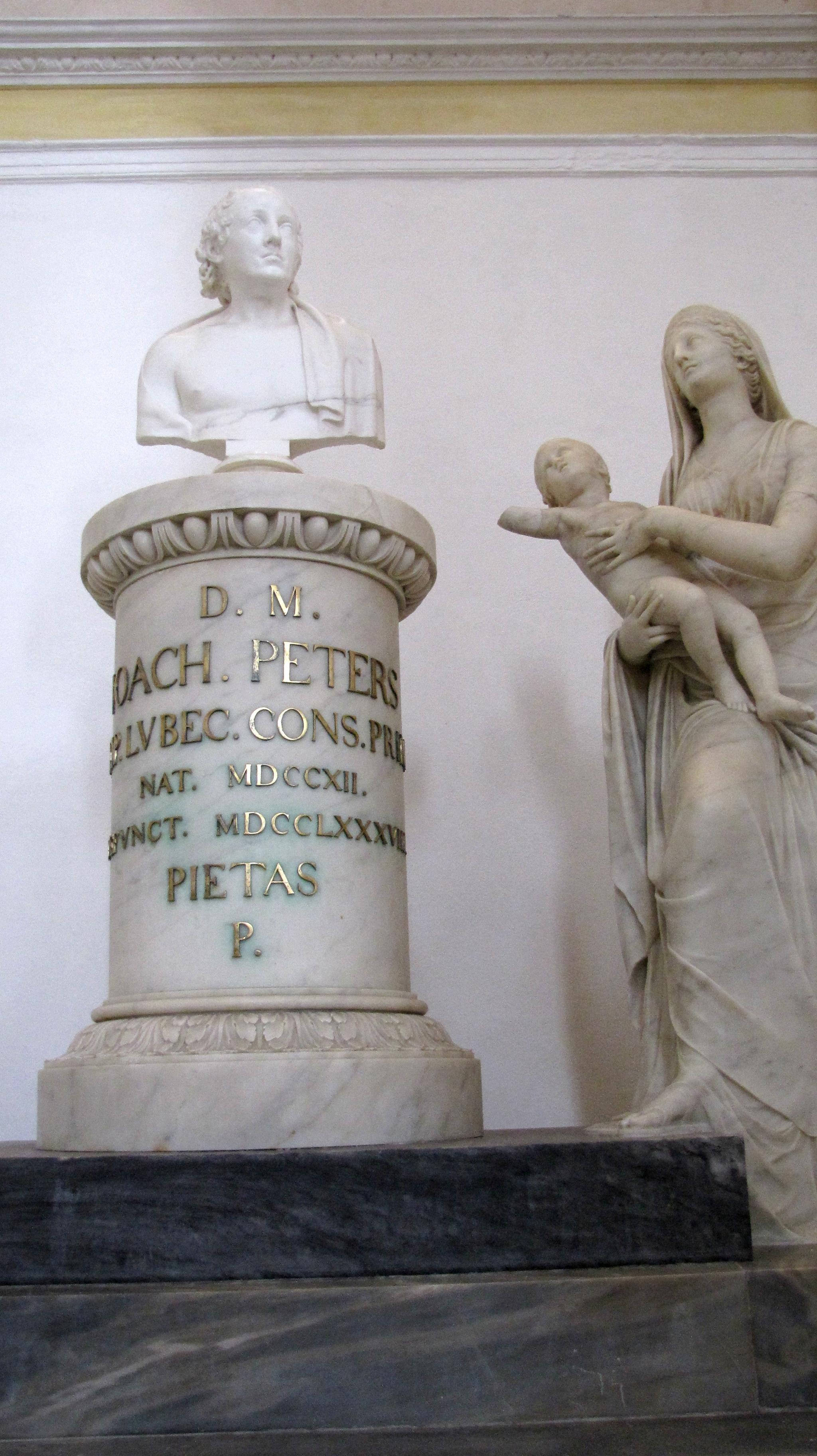

## S6: Heilige-Drei-Königs-Kapelle der Nowgorodfahrer (†)
Die Kapelle befand sich an der Ostwand der Südervorhalle und ist seit 1439 als Kapelle der Nowgorodfahrer bezeugt. Seit 1653 Lagerraum eines Buchhändlers, wurde die Kapelle 1768 abgebrochen. Lediglich Spuren in der Ostwand deuten auf eine Halterung hin, in der sich Holzskulpturen einer Anbetung der Heiligen Drei Könige befanden.

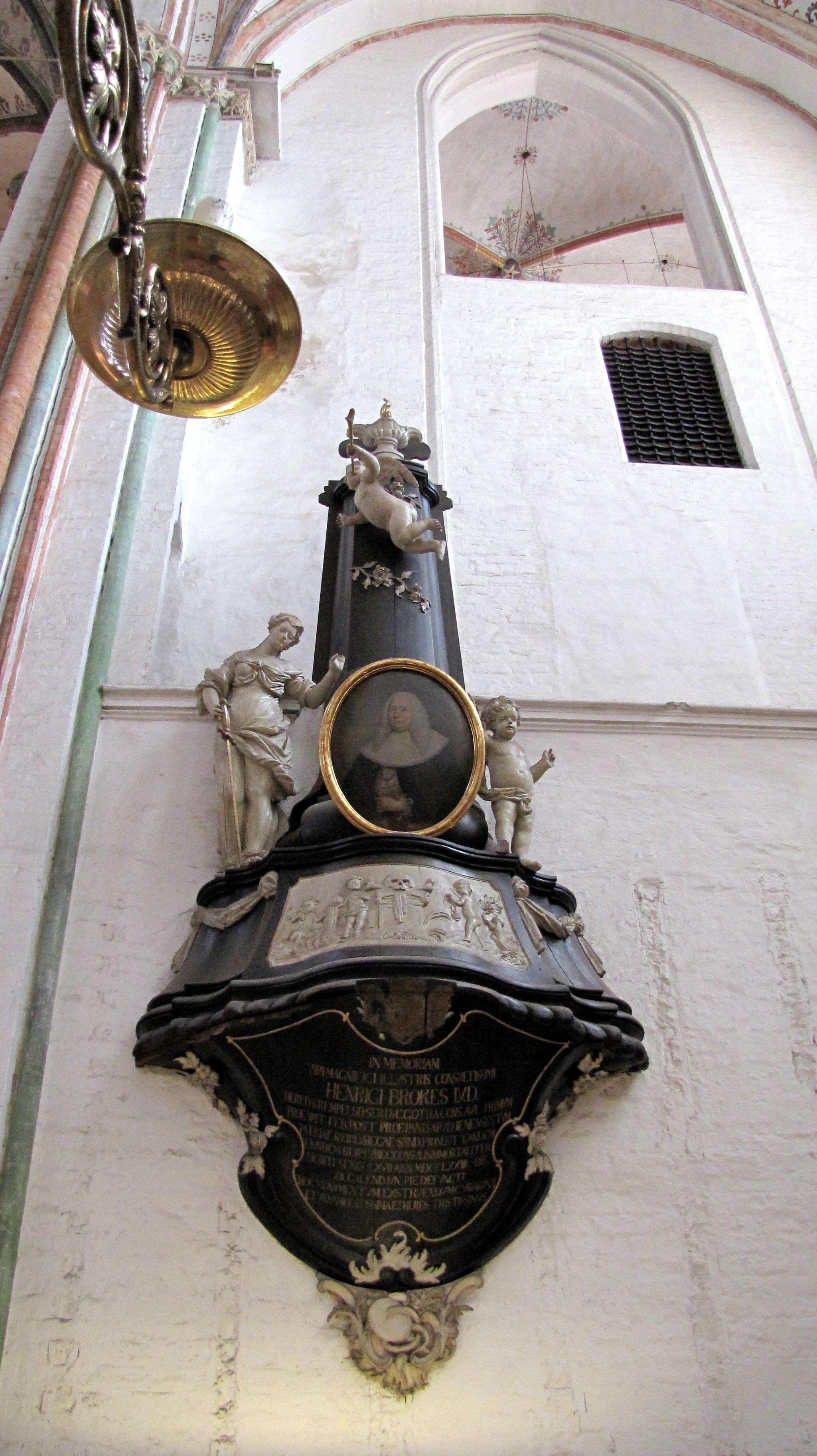
Reste der Kapelle links und rechts vom Epitaph Brokes, darüber ein Fenster der Trese

## S7: Tesdorpf-Kapelle
Die Kapelle ist spätesten 1385 erbaut worden. Am 20. September dieses Jahres stiftete Bertholt Holthusen, dessen Grabstein sich noch 1720 in ihr befand, drei Vikarien an einen von ihm errichteten Altar. und am 11. November urkundete er über den Kauf zweier Sülzpfannen, deren Erträge in der Hauptsache diesen „in der capellen by denhilghen dreu koninghen“ gelegenen Vikarien zukommen sollten.
Im Volksmund führte die Kapelle im 16. und 17. Jahrhundert den vom oberen Teil der Butterbude auf dem Marktplatz entlehnten Spottnamen „dat Vynkenbur“. Von Beginn des 17. Jahrhunderts bis 1825 diente die Heilig-Kreuz-Kapelle den Diakonen oder Armenpflegern der Kirche als Versammlungsraum. 1714 ist sie von dem zehn Jahre später in ihr beigesetzten Bürgermeister Peter Hinrich Tesdorpf, sein Epitaph befindet sich an der Südwand der Vorhalle, für 1300 Mark erworben und blieb fortan im Besitz der Familie. Nachdem ihr Dach 1825 mit Kupfer bedeckt war, wurde sie 1835 für die Aufstellung der Marmorbüste des 1824 verstorbenen Bürgermeisters Johann Matthaeus Tesdorpf von Gottfried Schadow aus dem Jahr 1823 hergerichtet. Ihr bei diesem Anlass durch eine Bretterwand von innen verkleidetes Fenster wurde 1875 durch eine doppelte Blende ersetzt. Der bunte Anstrich, den sie seit 1887 trug, wurde 1903 erneuert. Er verschwand beim Wiederaufbau der Kirche.

Tesdorpf-Kapelle
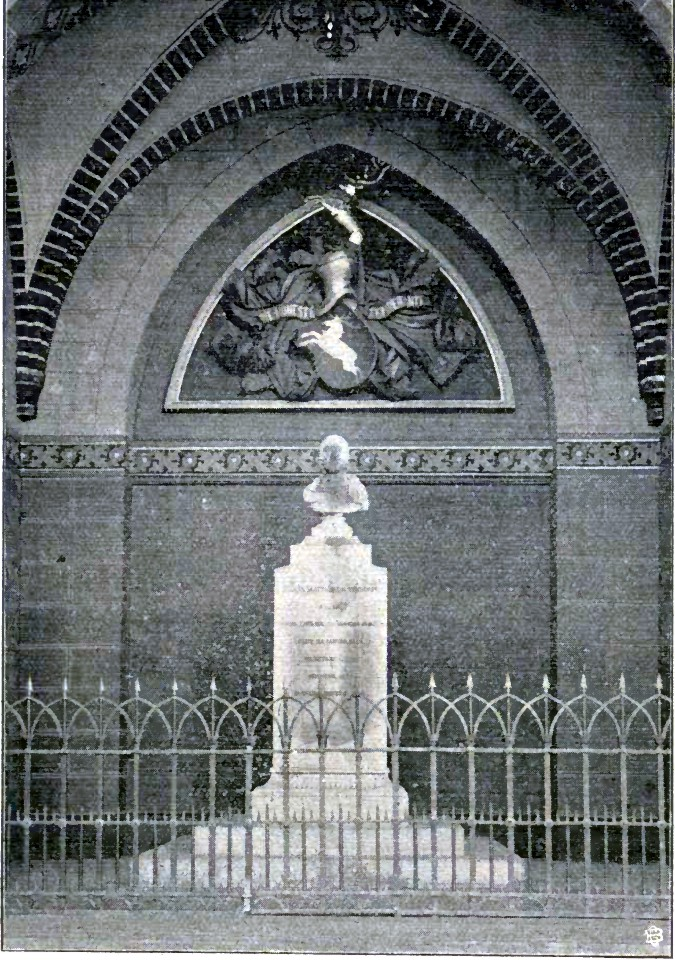
Tesdorpfkapelle 1908
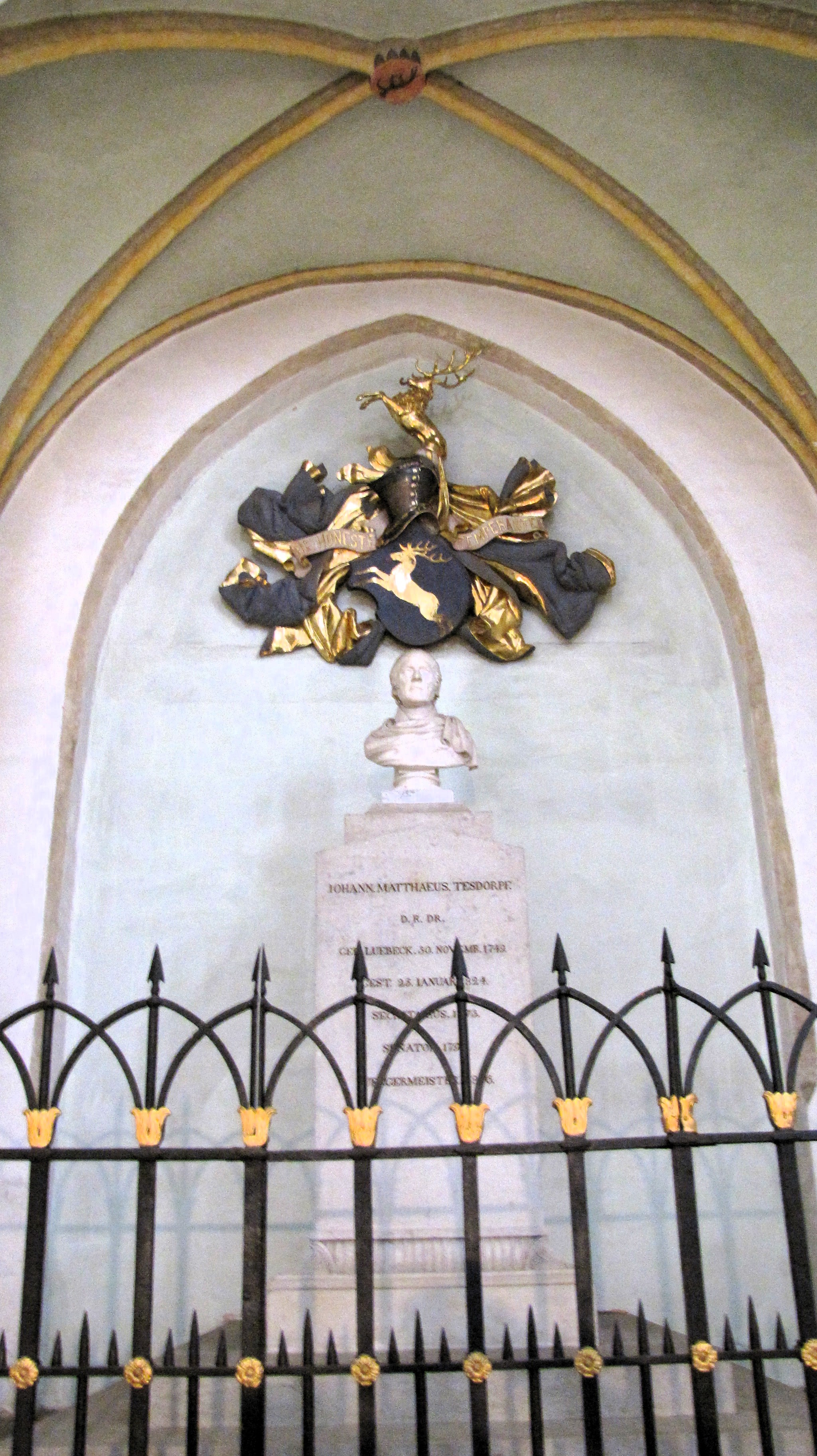
Tesdorpfkapelle 2009

## O8: Bürgermeisterkapelle
Erster urkundlicher Nachweis 1289, im ersten Stock wird seit 1289 die Trese als Schatzkammer und Urkundenarchiv des Rates der Stadt Lübeck genutzt.
Die Ergebnisse einer Ausschreibung für das Ehrenmal aus dem Jahr 1920 waren in der Bürgermeisterkapelle öffentlich ausgestellt. Ab 1929 stand das Ehrenmal für die im Ersten Weltkrieg 318 Gefallenen der Gemeinde.
Der heute an jener Stelle befindliche Teufelsstein befand sich zu jener Zeit am Fuße des Südturmes.

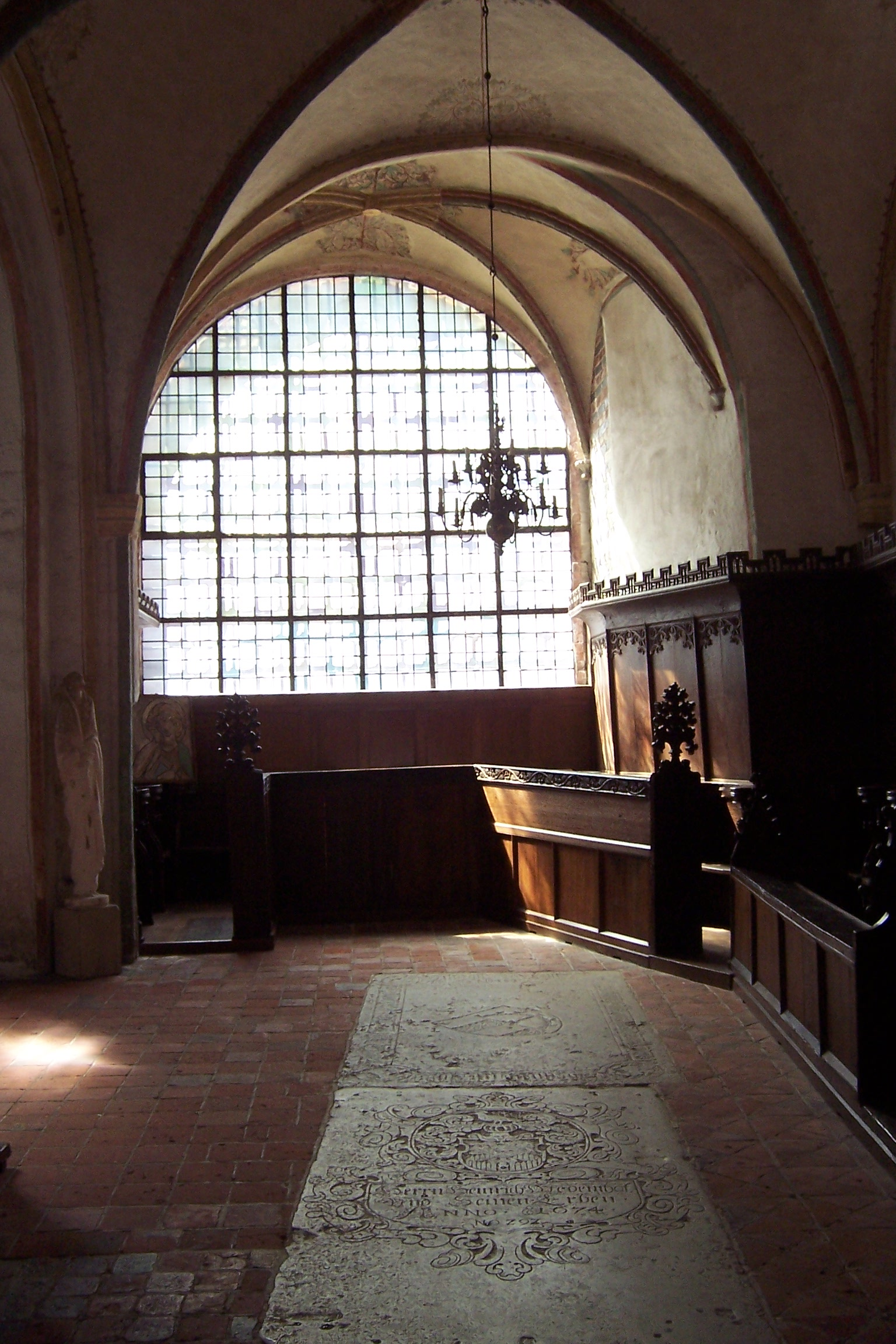
Blick in die Bürgermeisterkapelle
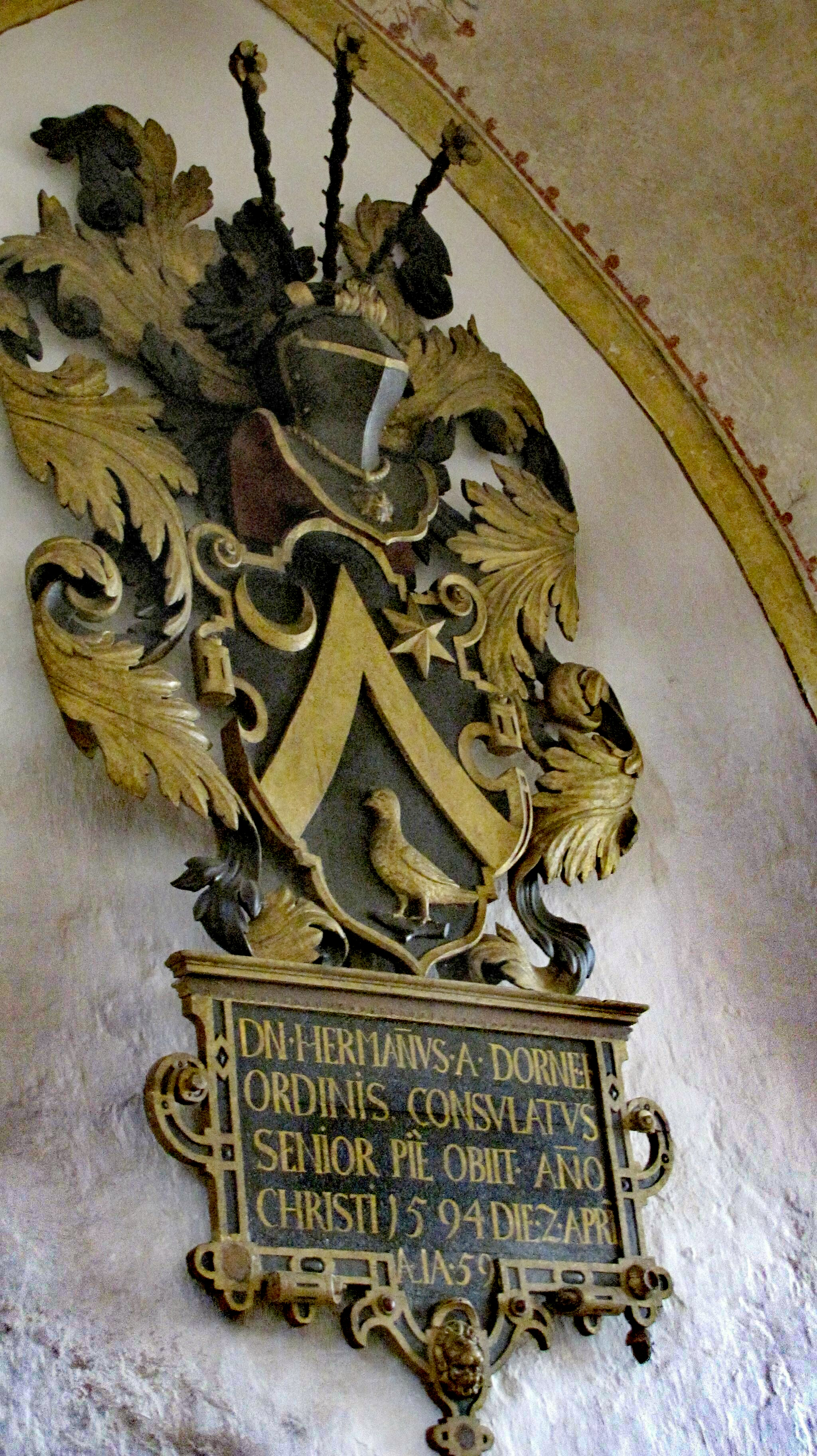
Wappenepitaph für Hermann von Dorne in der Kapelle
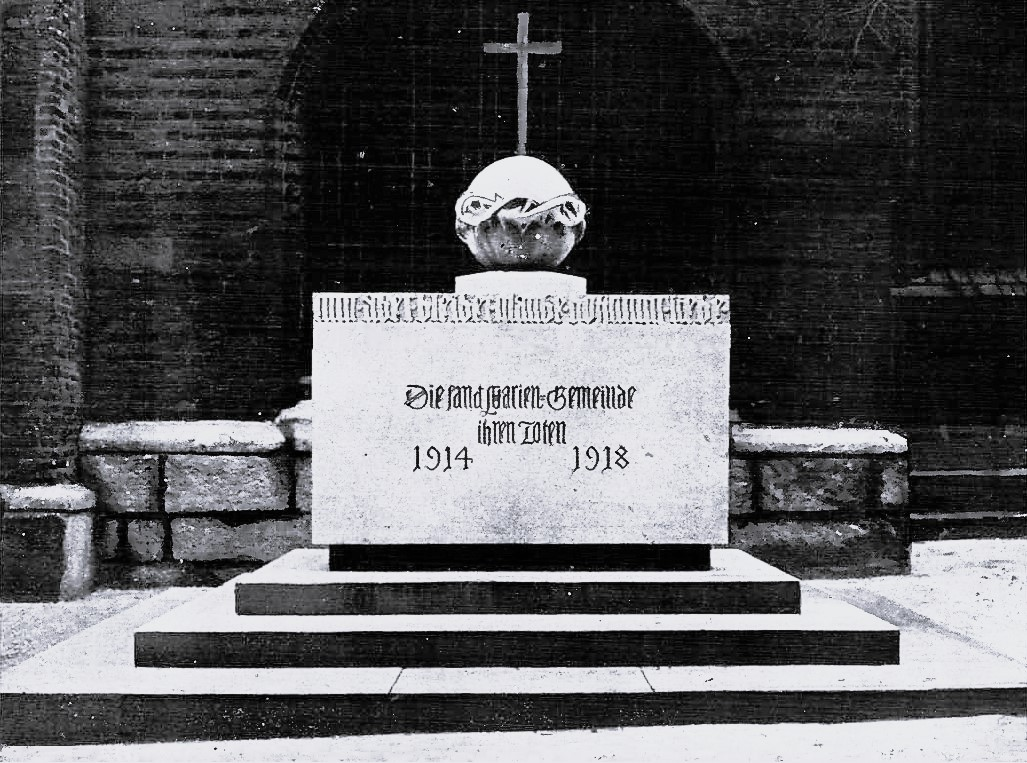
Außenansicht (1929)
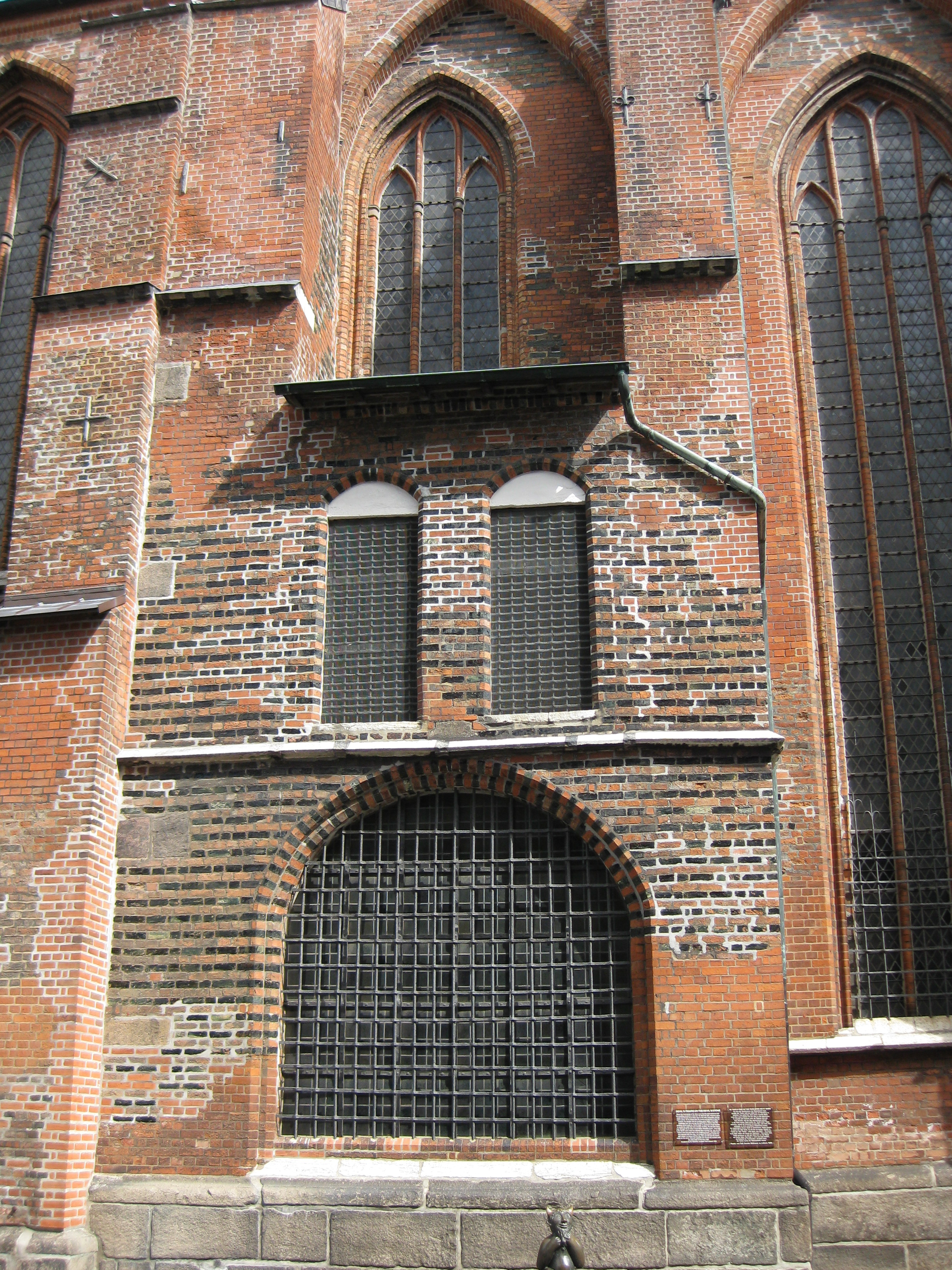
Außenansicht mit Trese

## O6: Molen-Kapelle
Die Molen-Kapelle, auch düstere Kapelle genannt, wurde 1395 aus dem Nachlass des Hermann van der Molen errichtet. Auf ihrem Altar befand sich das gotische, von Christian Swarte 1495 gestiftete Marienretabel (heute auf dem Hochaltar). Sie hatte einen heute vermauerten eigenen Zugang vom Chorumgang.

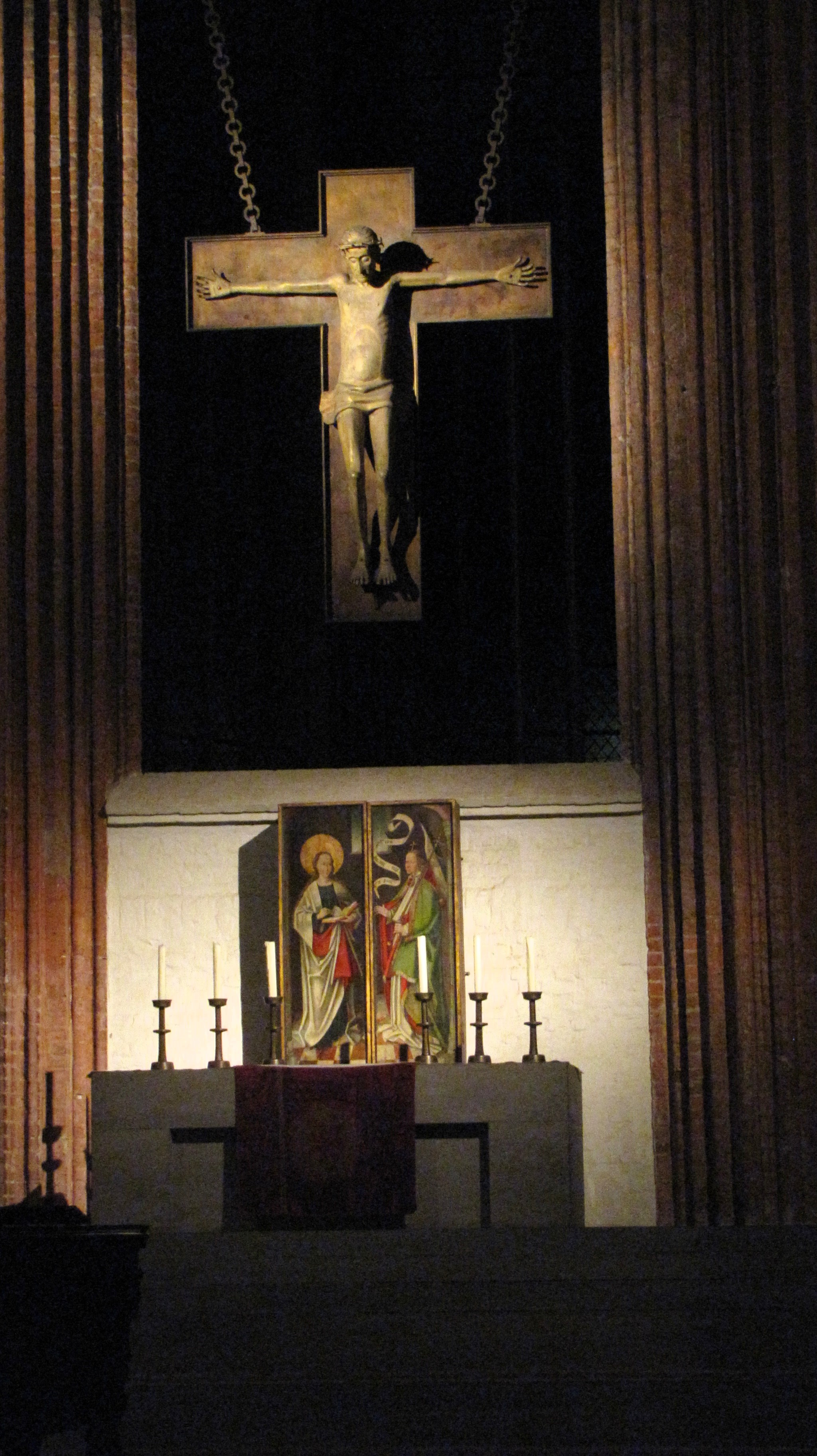
Marienretabel aus der Molen-Kapelle, heute auf dem modernen Hochaltar